# Shagya
Vous lisez un « article de qualité » labellisé en 2023.
Pour l’article homonyme, voir Shagya (étalon) pour l'étalon fondateur.
Le Shagya, Arabe shagya ou Shagya arabe, est une race de chevaux de selle à sang chaud, originaire de l'actuelle Hongrie à l'époque de l'empire d'Autriche. Très proche de l'Arabe, il est plus grand et arbore généralement une robe grise, comme l'étalon fondateur dont il a pris le nom. Créée à partir de 1789 au haras de Bábolna pour remonter les armées de l'empire dont les besoins en cavalerie étaient immenses, la race connaît un grand succès tout au long du XIXe siècle. Elle devient la monture des hussards de l'empire d'Autriche puis de l'Autriche-Hongrie. Le Shagya faillit disparaître à plusieurs reprises au XXe siècle, notamment pendant les deux guerres mondiales et dans les années 1970, ce qui pousse des éleveurs alors dispersés à se fédérer pour en assurer la préservation.
Le Shagya se taille désormais une bonne réputation pour ses excellentes performances en endurance. Il est souvent cité comme l'une des meilleures races, sinon la meilleure, pour les compétitions dans cette discipline. Il peut être monté dans de nombreux autres sports équestres ainsi qu'en équitation de loisir, mais est peu adapté aux cavaliers débutants.
La race reste assez rare, puisqu'il n'existe que 4 000 ou 5 000 individus à travers le monde au début du XXIe siècle. Ce cheval est désormais beaucoup élevé en Allemagne ; il s'est exporté vers de très nombreux pays, dont les États-Unis dès 1947. En France, le Shagya est reconnu comme une race étrangère de chevaux de selle depuis 1989.

## Dénomination et sources
Avant 1982, le Shagya était simplement nommé « Arabe ». Un synonyme pour le désigner est « Arabe de Bábolna » ; le haras national de Bábolna ayant refusé d'approuver ce nom, cela a obligé à trouver une autre dénomination officielle. La race a pris le nom officiel d'« Arabe Shagya » (Shagya-Araber en allemand) en 1983, reprenant celui de son plus important chef de lignée,. Shagya est donc le nom, à la fois, de la race et d'une lignée d'étalons fondateurs de cette race,,. Ce nom a été choisi, notamment, grâce à sa concision, et malgré quelques divergences quant au risque de confondre le Shagya avec un Pur-sang arabe. Les noms « Shagya-Arabe autrichien » et « Slovakia Arabsky Kôn » sont synonymes.
Aux États-Unis, la dénomination « cheval hongrois » est employée comme un terme-parapluie pour désigner les races de chevaux originaires du territoire de la Hongrie, comme le Shagya ou bien le Kisber Felver.
La plupart des ouvrages de référence à propos du Shagya ont été publiés en allemand. C'est le cas de celui de Hans Brabenetz, Das k.k. Staatsgestüt Radautz und seine Pferde publié en 1987 ; puis de celui du Dr Walter Hecker, Bábolna und seine araber en 1994, enfin de celui du Dr Johannes Erich Flade, Janów Podlaski und die polnische Araberzucht, en 1997. L'autre source d'information considérée comme une référence est une série de livres édités à Gifhorn depuis 1989, dont il existe 15 volumes en 2008, contenant des informations généalogiques et un suivi des développements de l'élevage dans différents pays, rédigés notamment par le Dr Ekkehard Frielinghaus et par Hans Brabenetz, qui a documenté l'élevage roumain du Shagya.

## Histoire

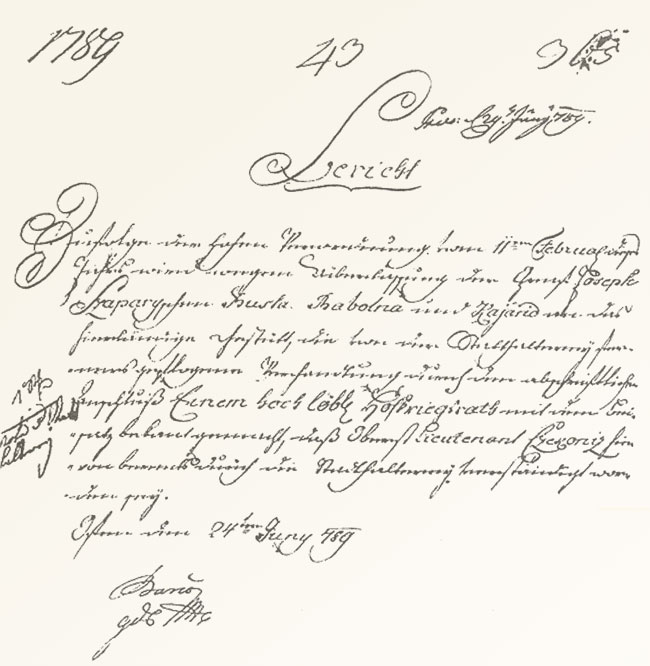
Copie du décret de Joseph II d'Autriche instaurant le haras impérial de Bábolna le 24 juin 1789.

La Hongrie a l'une des plus anciennes traditions d'élevage de chevaux,. L'occupation turque a entraîné l'arrivée sur place de nombreux chevaux arabes et orientaux, jusqu'au milieu du XVIIIe siècle,,. Les Habsbourg ont ensuite une prédilection pour le cheval ibérique, qui n'est pas élevé sur le territoire hongrois. Jusqu'à son effondrement, l'Empire austro-hongrois devient, avec la Pologne, le meilleur État d'Europe pour la qualité d'élevage de ses chevaux,. Les chevaux hongrois connaissent un âge d'or au cours du XIXe siècle.
Le Shagya est une lignée particulière de chevaux arabes, élevés sur ce territoire hongrois.

### Origine

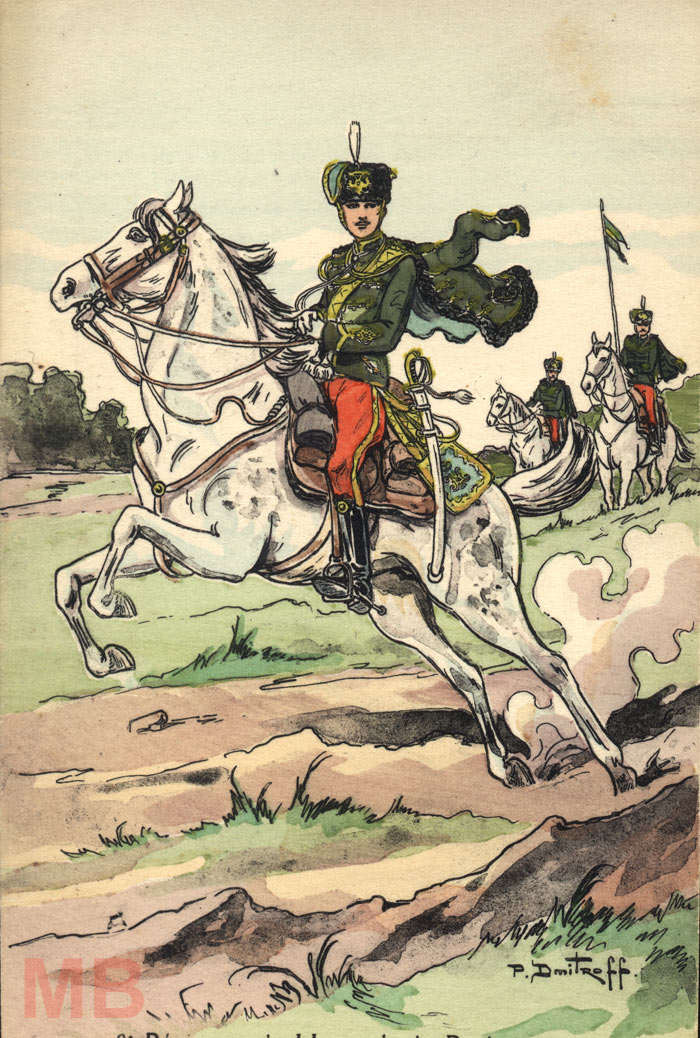
Un hussard hongrois vers 1914.

C'est à la fin du XVIIIe siècle que l'organisation de l'élevage de chevaux débute en Hongrie,. Les nations européennes ont besoin de nombreux chevaux pour la guerre,. Les opérations militaires se succédant, la remonte des armées exige qu'une cavalerie importante soit disponible à tout moment.
L'empire d'Autriche souhaite faire naître des chevaux de guerre possédant des qualités de rapidité, d'endurance et de rusticité. Il leur faut sélectionner un cheval robuste et puissant, afin qu'il puisse porter un dragon en armes ou bien le hussard et son paquetage, mais aussi charger pour repousser des adversaires, et tirer les canons d'artillerie,. Le tempérament de l'animal est également très important, car un cheval de guerre doit être fiable et généreux.

#### Mise en place au haras royal de Bábolna

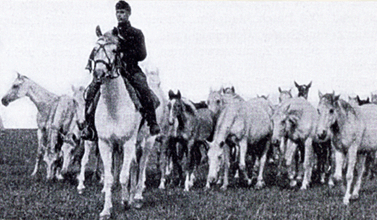
Groupe de Shagya, vers 1900.

L’empereur Joseph II d'Autriche fait appel à son aide de camp József Csekonics. Celui-ci conseille à l'empereur d'acheter les terres du domaine qui deviendra le haras de Bábolna, centre d'élevage du cheval arabe dans ce pays,,. C'est en 1789 qu'un décret de l'empereur Joseph II lance ce vaste programme d'élevage,. La sélection des chevaux devient rigoureuse. Avec le décret militaire impérial de 1816, le haras se concentre sur l'élevage de chevaux arabes,, seuls les étalons arabes étant admis à saillir ses 80 juments poulinières,,. Aussi, 1816 est citée comme la date d'origine de la race Shagya dans la base de données DAD-IS.
À partir de 1870, ce haras n'élève plus que des chevaux arabes. Entre 1836 et 1901, 62 étalons et 52 juments arabes sont importés à Bábolna, principalement depuis la Syrie.

### Sélection de la jumenterie
Les juments à l'origine de la race Shagya sont sélectionnées sur leur taille et leur coffre, mais pas sur leur race, du moins à l'origine. Ce sont des animaux autochtones métissés, hongrois, espagnols, transylvaniens, moldaves, circassiens, de la Bucovine, de Galicie et d'Ukraine,,. Ces juments ont toutes un fort pourcentage d'origines arabes, héritage de l'occupation turque,,,. Le Lipizzan est occasionnellement croisé, de même que le Kladruber,. Des juments Pur-sang anglais et arabes y sont ajoutées plus tard.
Plusieurs lignées sont marquées par l’origine géographique de leurs ancêtres, venues de Tscherk, de la Transylvanie, de la Moldavie, de la Hongrie bien sûr, mais aussi de Radautz. Les Pur-sang anglais et Lipizzans ont compté parmi cette jumenterie pour améliorer le cadre et les allures des chevaux arabes. Moldvai, née en 1781, est la plus ancienne jument autochtone. Tifle, née en 1810, est une jument arabe venue d’Orient (de la famille des Nedsch, région réputée) qui compte parmi les têtes de lignée les plus connues de la race Shagya.
D'après le spécialiste de l'élevage des chevaux en Bohême Drahoslav Misař, l'influence la plus significative sur le Shagya actuel provient de 14 juments venues de l'élevage de Radautz, 9 de l'élevage de Piber, 3 juments d'un élevage privé à Dolná Arma, et 4 juments d'éleveurs privés de la Tchécoslovaquie.

### Sélection des étalons reproducteurs

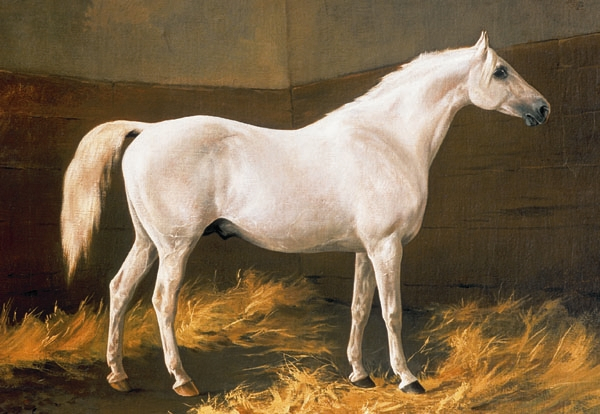
Peinture de Shagya X, né en 1855 à Mezöhegyes.

Les premiers étalons arrivent à Bábolna en tant que captures de guerre après les défaites de Napoléon Ier,. Issus du haras de Rosières-aux-Salines, ils se nomment Pyrrhus, Thibon, Ulisot et Moustapha. C'est le Pur-sang arabe L'Ardent, né en 1805, qui devient le meilleur reproducteur. L'Arabe Tajan, importé du Caire en 1811, a également une influence importante sur l'élevage hongrois.
En 1830, une épidémie décime les effectifs du haras de Bábolna,. Par la suite, plusieurs missions d'importations sont organisées et se succèdent pour ramener des étalons et des juments de qualité supérieure, afin de reconstituer le cheptel. Les juments sont saillies par ces étalons importés du Moyen-Orient, notamment d'Égypte et de Syrie, dont chacun a donné son nom à une lignée : Dahoman, Gazal, Nedjaey, Siglavy, El Sbaa, Mersuch, Koheilan, O'Bajan, et bien sûr Shagya,,. Les éleveurs hongrois dépensent des sommes très importantes pour acquérir ces étalons arabes.
Le haras pratique des croisements consanguins. Malgré le grand nombre d'étalons utilisés à Bábolna, la sélection sévère fait que seul un petit nombre d'entre eux parvient à établir des lignées.

#### L'étalon fondateur Shagya

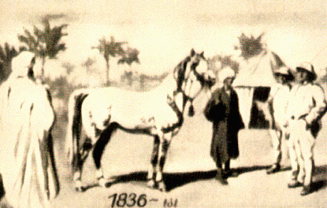
Daguerréotype représentant le Colonel Bruderman lors de l'acquisition de l'étalon Shagya en Syrie, en 1836.

Une mission d'importation du major Freiherr von Herbert ramène neuf étalons et cinq juments de Syrie en 1836,,,. Shagya, le principal fondateur de la race, en fait partie,,,,. Il est acquis pour 1 800 florins auprès de la tribu bédouine des Beni Saher, dans la région de Damas,,,,.
C'est un Pur-sang arabe ou demi-sang arabe syrien, de type Siglavy. Ce chef de lignée a donné son nom à la race via l'un de ses descendants, mais beaucoup plus tard. Né en Syrie vers 1830,,, Shagya est un étalon de robe grise truitée / pommelée, (ou crème selon certaines sources, ce qui semble incohérent), réputé pour la beauté de sa tête, et la forme excellente de son épaule. Cet excellent reproducteur influence énormément la race,. Il lui transmet ses qualités ainsi que sa robe grise, sa forte ossature, une taille plus élevée que celle des Pur-sang arabes traditionnels,. Shagya est plus grand que la majorité des chevaux arabes de son époque,,,,. Il se reproduit jusqu'en 1842. C'est en fait son petit-fils Shagya X, par la jument 307 Samhan, qui est l'ancêtre des chevaux actuels.

#### L'étalon fondateur O'Bajan

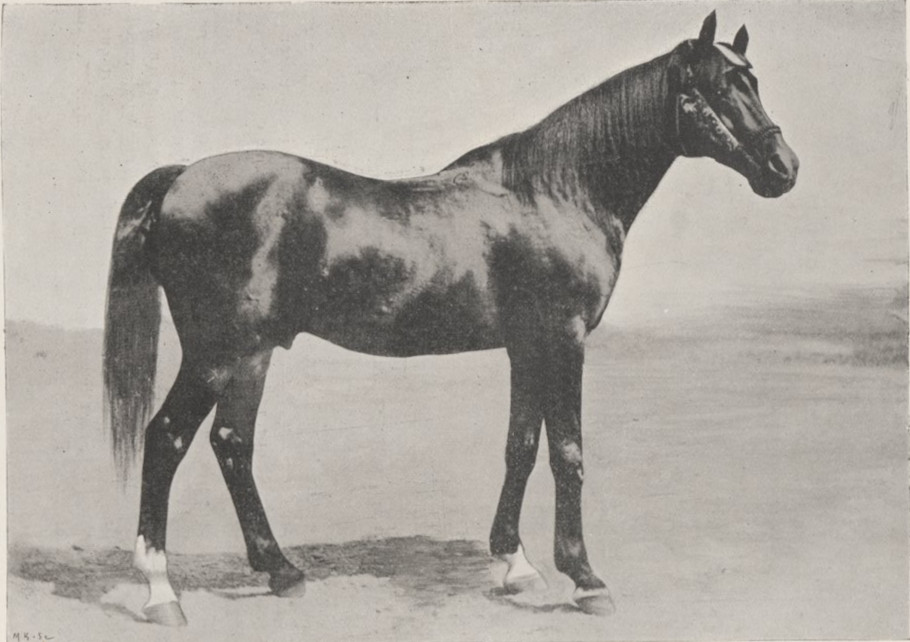
L'étalon arabe noir O'Bajan, photographié en 1901 à l'âge de 21 ans.

O'Bajan est un autre important chef de lignée,. Pur-sang arabe noir né en Syrie vers 1880,, il est choisi pour l'élevage par Mihaly Fadlallah el Hedad, alors commandant du haras de Bábolna, qui l'a acquis auprès de la tribu bédouine Denedzik. Il est importé en 1885 à Bálbona.
S.-F. Touchstone en fait l'éloge en 1901 :

« Le vieil O'Bajan, qui est arrivé à Babolna en 1885 et va bientôt entrer dans sa vingt-et-unième année, possède la belle prestance d'un véritable chef de famille ; c'est à lui surtout, d'ailleurs, qu'est due la race moderne de Babolna qu'il a en grande partie contribué à améliorer. »

— S.-F. Touchstone, L'Élevage officiel en Autriche-Hongrie
O'Bajan se reproduit jusqu'à l'âge de 25 ans, et meurt à 30 ans,.

### Jusqu'aux années 1970

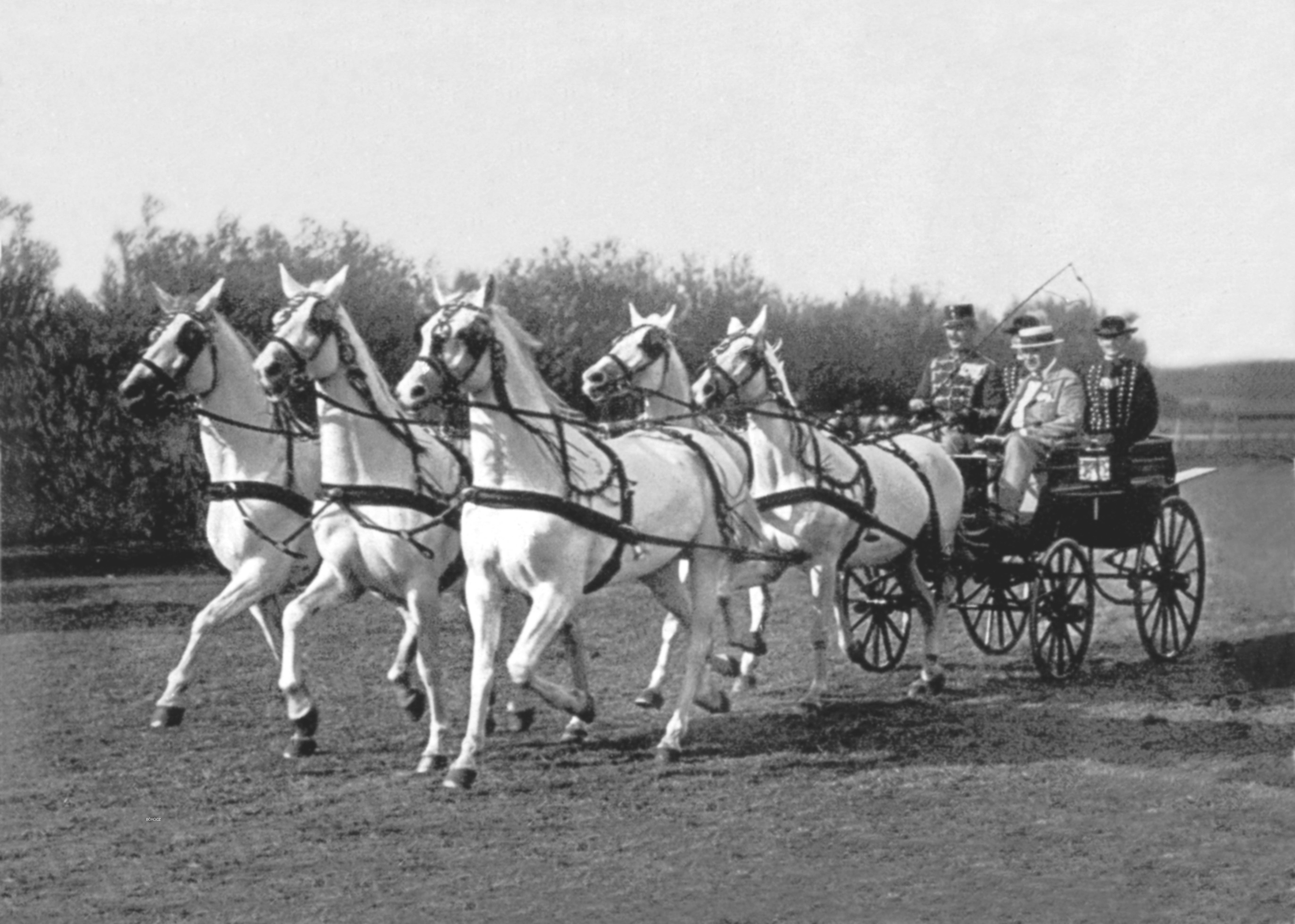
Attelage traditionnel de Shagya en arbalète, 1929.

Ce cheval combinant force et élégance est très apprécié comme monture par les cavaleries d'Europe centrale avant la motorisation,. Il est présenté à l'exposition universelle de 1873, à Vienne.
La garde personnelle de l'empereur austro-hongrois est remontée sur des Shagya, ce dernier se réservant aussi cinq étalons parmi les plus beaux pour son attelage personnel. Le Shagya devient le cheval de parade de la cour impériale de Vienne,. Les parades militaires avec ces chevaux ont pour but d'impressionner les puissances rivales voisines en montrant sa propre puissance militaire, mais aussi de favoriser le commerce des chevaux.
Le Shagya aurait tiré l'attelage de la princesse Sissi, et aurait été la race favorite de l'empereur japonais Hirohito. Monture des cavaliers magyars, le Shagya peut partir en campagne pendant plusieurs années sur 2 000 km ou plus à l'époque de l'Empire austro-hongrois. D'après Tibor Pettkö-Szandtner, né près de Bratislava et devenu directeur du haras de Bábolna peu après la Première Guerre mondiale, ces chevaux sont également réputés pour l'attelage traditionnel et de prestige. Il cite les voitures des personnes fortunées qui se croisent le long des berges du Danube, rivalisant d'élégance, tractées par des chevaux immaculés. Ces attelages ont souvent composés de cinq chevaux en arbalète, c'est-à-dire trois de front suivis d'une paire de part et d'autre du timon.

#### Diversification des lieux d'élevage
La popularité du Shagya dans tout l'Empire austro-hongrois entraîne la création d'autres élevages.

##### Radautz
Dès 1812, il est implanté avec succès au haras national de Radautz, situé dans les Carpates,,. C'est à cette époque que ce cheval est désigné comme la « race arabe ». Radautz est notamment entré en possession du Pur-sang arabe Amurath, né en 1881, qui devient l'un de ses étalons de tête. Radautz influence de nombreux élevages à travers le monde, et se distingue par l'élevage de chevaux aux qualités d'endurance exceptionnelles, probablement grâce à sa situation en altitude.
La progéniture de l'étalon Shagya X, né à Radautz, joue un rôle essentiel dans la reconstitution des effectifs de la race après 1945. C'est de ce seul étalon que descendent la grande majorité des Shagya actuels : Shagya X a donné 16 fils, disséminés dans divers haras européens.

##### Topoľčianky

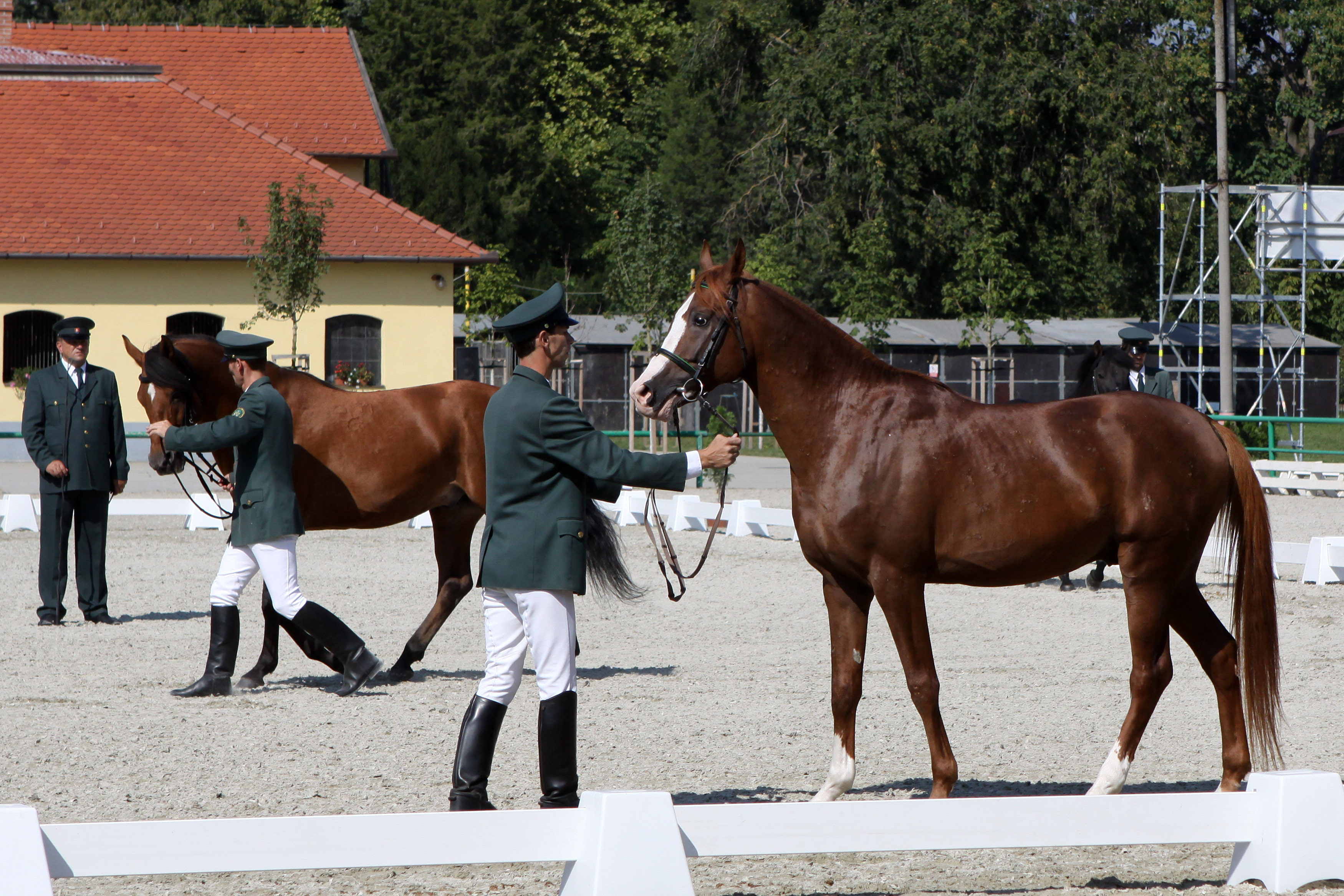
Présentation de Shagyas au haras de Topoľčianky, en Slovaquie.

Le haras de Topoľčianky, en Slovaquie, accueille ses premiers Shagya en 1921, peu après son ouverture officielle,,. La plupart de ses chevaux proviennent du haras de Radautz, les autres viennent de Bábolna, de Piber, et du haras privé Dolná Arma,. Topoľčianky démarre ainsi avec une base de 30 juments.
Le très influent étalon Shagya XX est né dans ce haras. La plupart des chevaux de Topoľčianky sont de lignée Shagya, ce qui a fait peser un risque de consanguinité.

##### Mezőhegyes, Janów Podlaski, Kabiuk et autres haras

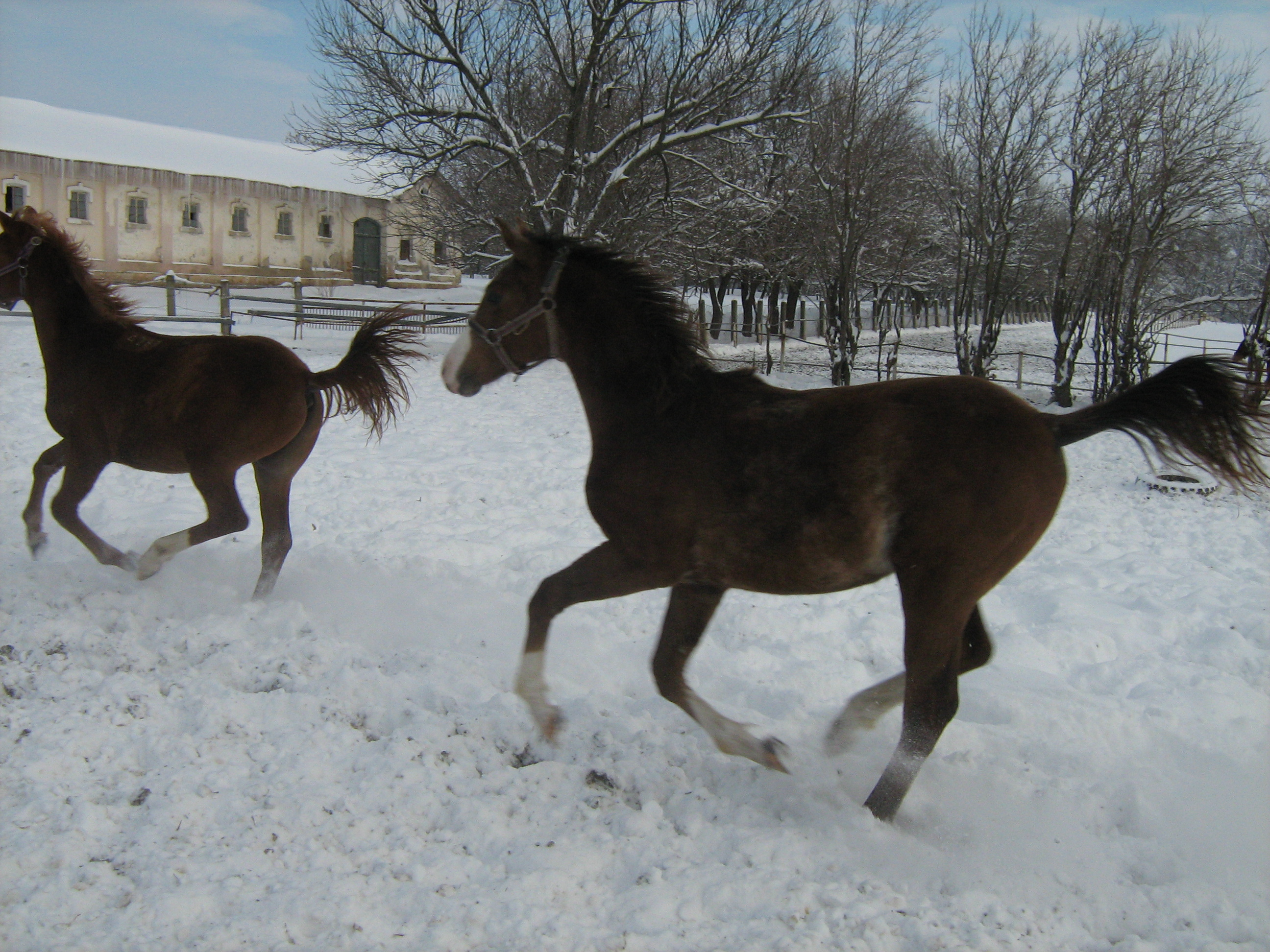
Jeunes Shagyas du haras de Kabiuk.

Le haras national de Mezőhegyes a accueilli des chevaux arabes jusqu'en 1876, où ils sont déplacés vers Bábolna, dont les sols plus sablonneux leur conviennent mieux. En 1876, il détenait 68 poulinières Shagya.
Le haras national de Janów Podlaski en Pologne, fondé en 1817, a accueilli occasionnellement quelques chevaux de lignée Shagya, puis a lancé un programme d'élevage en 1919 sur la base de juments Shagya de Radautz, qui a été interrompu en 1939.
Le haras de Piber en Autriche, celui de Berik (désormais en Bosnie-Herzégovine), le haras de Kabiuk en Bulgarie et celui de Mangalia en Roumanie comptent aussi parmi les importants lieux historiques d'élevage du Shagya.

#### Déclin

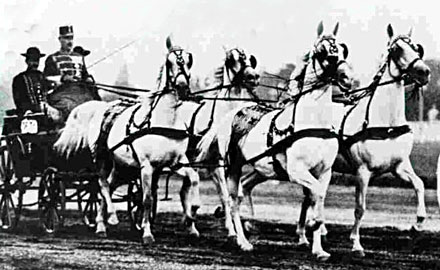
Attelage traditionnel de 4 chevaux Shagya au haras de Bábolna, en Hongrie.

Le Printemps des peuples en 1848 a ébranlé l'élevage, mais n'a pas empêché le Shagya d'être extrêmement réputé jusqu'à la Seconde guerre mondiale. La chute de l'Empire austro-hongrois en 1918, puis l'arrivée du gouvernement communiste, s'avèrent difficiles pour la race. Le cheptel est divisé entre les nouveaux États créés (Pologne, Tchécoslovaquie, Roumanie, Hongrie et la Yougoslavie), quelques élevages parvenant à préserver le Shagya. L'élevage souffre aussi beaucoup de la Seconde guerre mondiale. Le Shagya est dispersé dans des haras nationaux de toute l'Europe, ainsi qu'en République démocratique allemande. Ce sont principalement les efforts du directeur du haras de Topoľčianky qui permettent de reconstituer les effectifs, bien que 36 % des chevaux de ce haras n'aient pas survécu à la guerre.
Dans une lettre datée du 7 avril 1947, l'état hongrois signale être propriétaire de nombreux chevaux capturés par l'armée américaine, et demande leur restitution au haras de Bálbona ; certains sont restitués, mais d'autres sont entre-temps morts, ou bien ont été vendus. Le re-démarrage de l'élevage, vers 1960, s'appuie principalement sur des éleveurs très dispersés, qui ne possèdent qu'une ou deux juments.
Cette dispersion d'une race jadis élevée de façon centralisée dans de grands haras entraîne des risques, dans un contexte où les différents gouvernements d'Europe centrale et orientale délaissent leurs anciens programmes de sélections, le cheval étant beaucoup moins demandé à la guerre comme aux travaux de la ferme. L'élevage chevalin hongrois est réorganisé en 1962. Dans les années 1970, le Shagya est menacé de disparition, lorsque le gouvernement hongrois recycle les bâtiments d'élevage de Bábolna.

### Depuis les années 1970

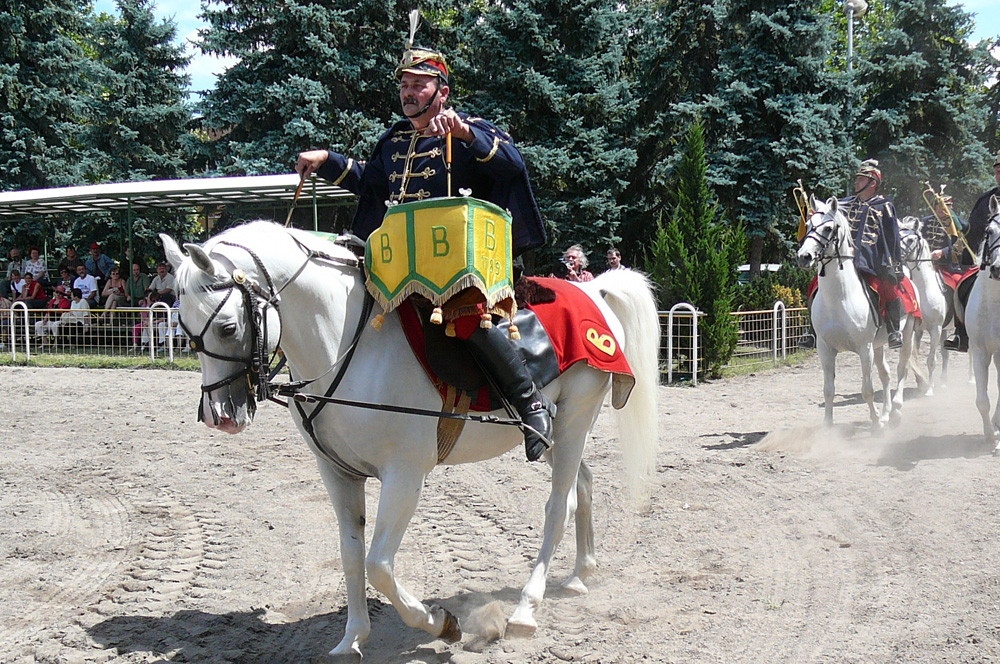
Présentation traditionnelle de chevaux shagya au haras de Bábolna, en Hongrie.

Dès 1970, plusieurs éleveurs de chevaux d'Europe de l'Ouest cherchent à préserver cette race. Des passionnés, principalement d'anciens hussards âgés, souhaitent perpétuer les qualités de leurs chevaux. Des tentatives de croisements entre le Shagya et des chevaux Lusitanien et Pur-sang donnent des résultats décevants. Les éleveurs tentent alors de réorienter le Shagya vers les sports équestres, un objectif qui sera pleinement atteint.
Le Dr Fritz Gramatzki est principalement à l'origine de la création de l’association internationale du shagya, ISG (Internationale Shagya-araber Geselschaft). Il noue de premiers contacts à Londres en 1975, posant les bases d'un groupe de travail international et d'une collaboration entre la World Arabian Horse Organization (Organisation mondiale du cheval arabe, WAHO) et les éleveurs du Shagya. En 1978, grâce à ses travaux préparatoires avec Liselotte Tarakus, il présente 200 pedigrees et demande la reconnaissance du Shagya en tant que race arabe spéciale par les délégués de la WAHO, soutenu par une exposition des meilleurs sujets dans le ring,. Un groupe de travail international, qui regroupe les éleveurs les plus importants d'Allemagne de l'Ouest, du Danemark, de l'Autriche et de la Suisse, se réunit pour la première fois fin mai 1979 à l'université d'Andechs. La race est reconnue comme indépendante par la WAHO en 1978,. L'ISG est officiellement inscrite au registre des associations en 1983.
C'est sous la présidence du Dr Ekkehard Frielinghaus, entre 1986 et 1992, que la plupart des règlements d'élevages et critères d'évaluation sont créés. Le premier championnat d'Europe du Shagya est organisé en 1989 à Saint-Gall, en Suisse.
La chute des régimes socialistes d'Europe centrale et orientale entraîne l’adhésion à l’ISG des organisations d’éleveurs originaires des pays du berceau d’origine : la Bulgarie, la Hongrie, la Slovaquie et la Tchéquie. L'ISG affronte une crise interne et des dissensions en 1997 et 1998.

## Description

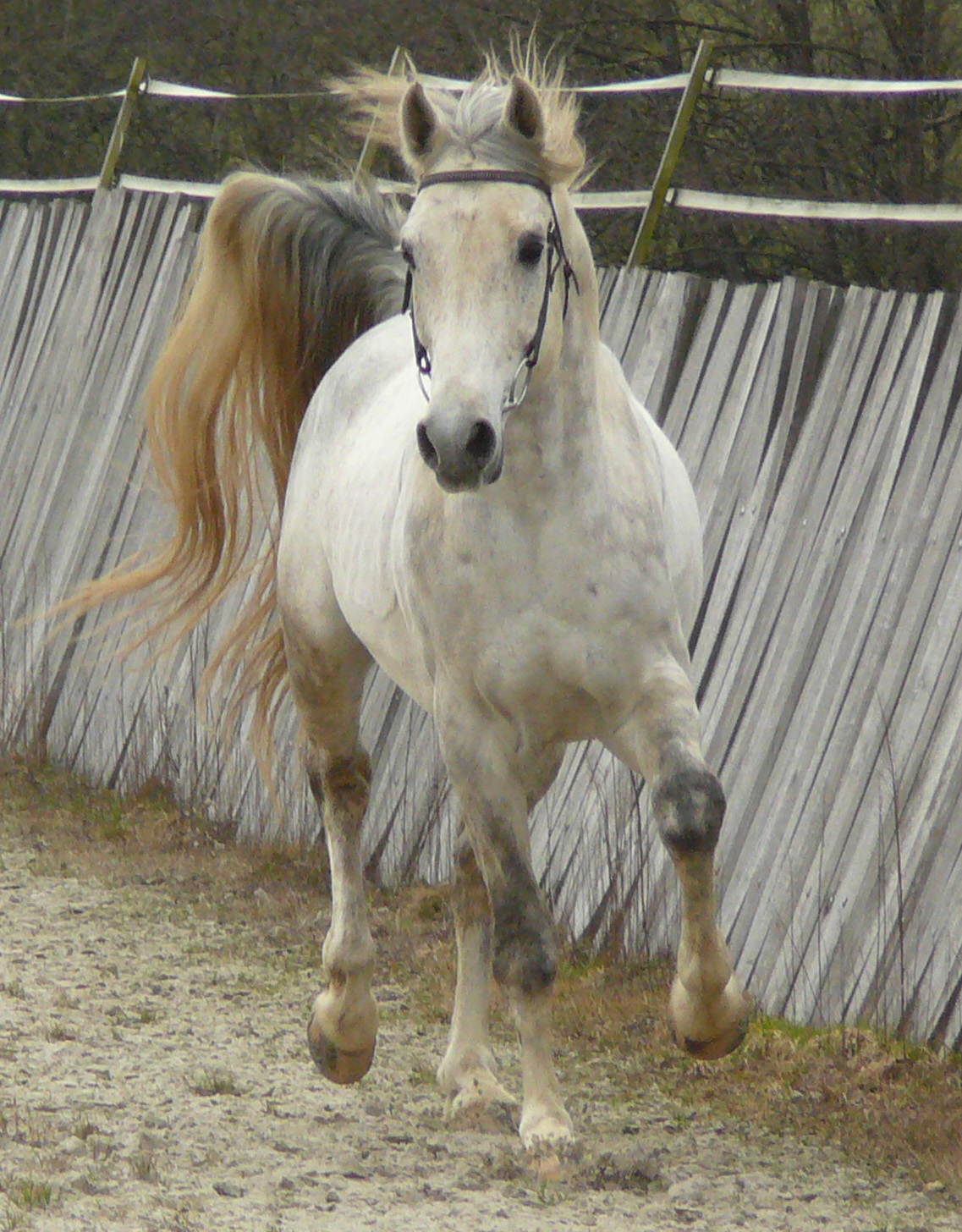
Étalon Shagya gris, vu de face.

Le Shagya possède toutes les caractéristiques de l'Arabe, bien qu'elles soient moins accusées,. Il ne peut pas être considéré comme une lignée de Pur-sang arabe, car certaines juments fondatrices étaient d'une autre origine,.
L'auteur Peter Churchill le décrit en 1980 comme le meilleur des chevaux hongrois.

### Taille et poids
La taille du Shagya a augmenté,,. En 1980, Churchill le décrit comme un « petit cheval », toisant 1,42 m à 1,52 m. La journaliste équestre britannique Caroline Silver cite une taille moyenne de 1,50 m en 1984, l'auteur italien Maurizio Bongianni signalant une hauteur moyenne au garrot comprise entre 1,48 m et 1,57 m en 1987. Elwyn Hartley Edwards indique une moyenne de 1,50 m et un maximum de 1,57 m en 1992, puis une moyenne de 1,52 m en 2016. En 2014 et 2016, le guide Delachaux donne 1,54 m à 1,62 m, puis Nathalie Pilley-Mirande cite une taille moyenne de 1,56 m, avec un maximum de 1,64 m. Lætitia Bataille et Amélie Tsaag Valren donnent une fourchette de 1,55 m à 1,61 m pour cette race en France en 2017. En 2012, il existe des sujets toisant jusqu'à 1,65 m. Les mesures des chevaux de Radautz publiées en 2017 montrent une fourchette allant de 1,53 m à 1,64 m, pour une moyenne de 158,41 cm. De nouvelles mesures publiées en 2021 donnent une taille moyenne de 159,188 cm.
Selon le spécialiste J. Dušek (1992), en augmentant de taille, le Shagya risque de perdre son type et ses spécificités originelles.
Pour être approuvé dans le registre de la race, un étalon doit mesurer au moins 1,54 m, et une jument au moins 1,50 m. Les mesures de chevaux de Topoľčianky collectées entre 2010 et 2015 montrent un dimorphisme sexuel sur le tour de taille (les juments ont en moyenne 2 cm de moins que les mâles) et la circonférence du métacarpe, les étalons dépassant la valeur moyenne mesurée chez les juments d'environ 0,74 cm. La courbe de croissance, aussi bien à Topoľčianky qu'à Radautz, confirme une croissance rapide après la naissance et jusqu'à l'âge de six mois environ, puis une croissance plus lente par la suite,,. La moyenne du tour de taille des chevaux de Radautz en 2021 est de 177,188 ± 1,013 cm, et le périmètre du canon est de 18,594 ± 0,184 cm pour les chevaux étudiés.
Le poids à l'âge adulte va de 450 à 520 kg en moyenne. Les pesées des chevaux du haras de Topoľčianky en 2016 vont de 450 à 490 kg. Cependant, DAD-IS indique un poids moyen de 400 à 450 kg.

### Morphologie

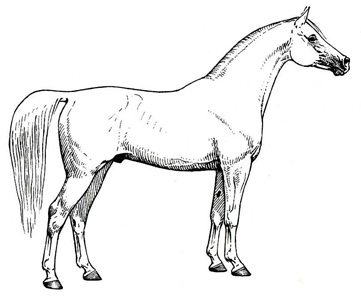
Le morphotype du cheval shagya idéal, tel qu'il est défini par l'ISG.

La morphologie est médioligne. Le Shagya se distingue de l'Arabe par sa taille plus élevée, son cadre plus important, et son ossature plus forte,,, donnant une impression générale plus robuste. Son gabarit le rapproche d'un Anglo-arabe. Il garde de l'Arabe l'apparence et les proportions harmonieuses.
Une notice a été créée par le Dr Ekkehard Frielinghaus, de l'ISC, pour faciliter le jugement d'un cheval :

« Le shagya doit être beau et harmonieux, avec un visage expressif, une encolure bien formée, une ligne supérieure marquée, une croupe longue et une queue portée haut, avec des membres secs et des aplombs corrects… Il doit présenter les caractéristiques du pur-sang arabe telles que la petite tête, son expression, la taille et l'expression de son œil, la forme des naseaux et des oreilles… Mais il doit être plus grand, plus fort, doit présenter une masse musculaire plus importante et avoir des membres plus forts. »

— Dr Ekkehard Frielinghaus.
Un morphotype de « Shagya idéal » a été développé sous la direction du Dr Frielinghaus et dessiné par Mathias
Haab, un artiste peintre et dessinateur d'anatomie à l'hôpital de Zurich.

#### Tête
La tête est typique d'un cheval arabe,, sèche et raffinée, avec un profil légèrement concave, et de l'expressivité, mais moins fine que chez le Pur-sang arabe. Le profil de tête peut aussi être rectiligne,,. Le front est large, et légèrement bombé.

Tête du Shagya
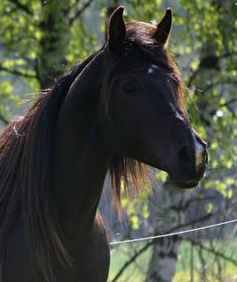
Étalon d'endurance bai-brun en Tchéquie.
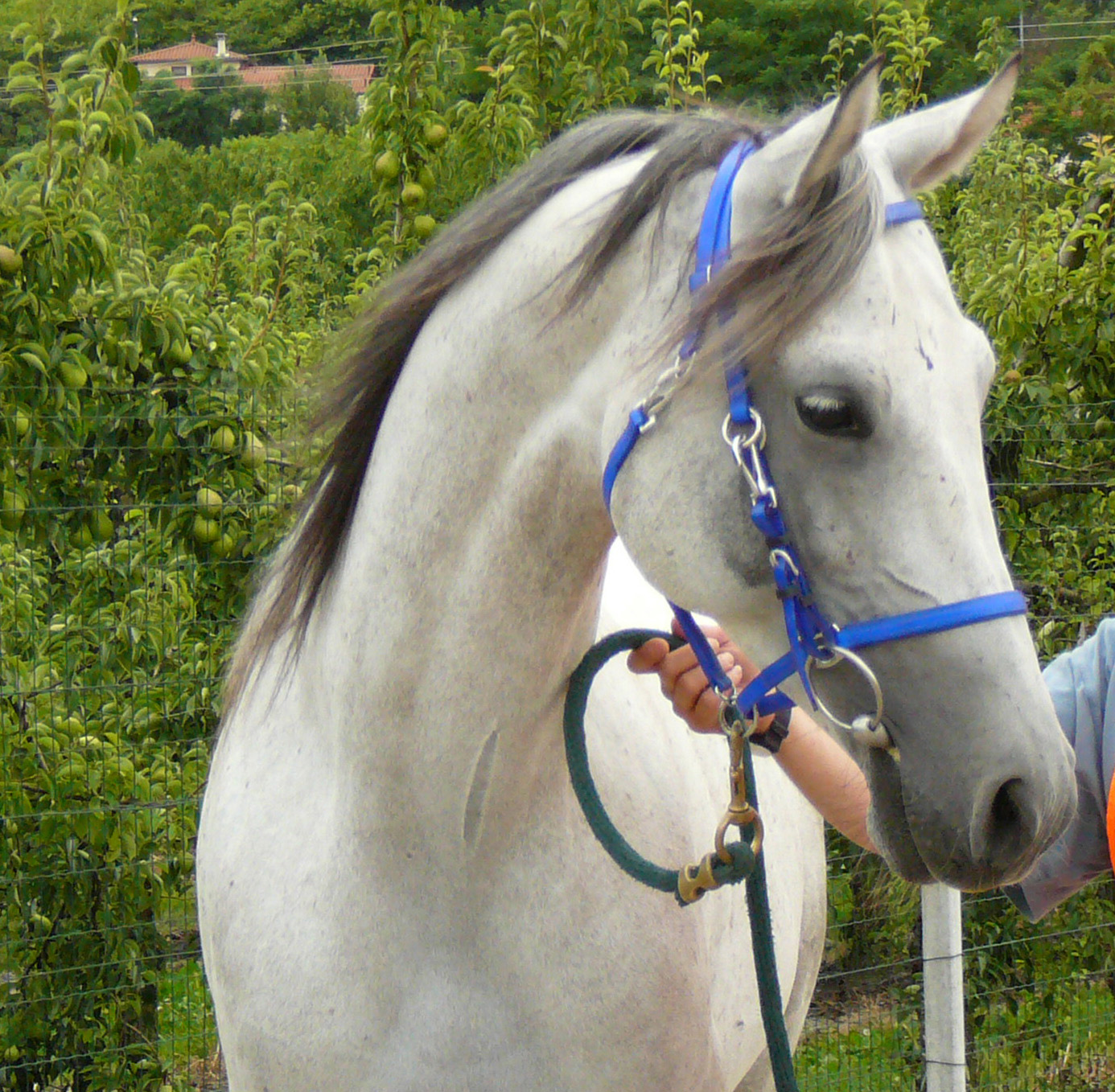
Étalon gris au profil subconcave, en France.
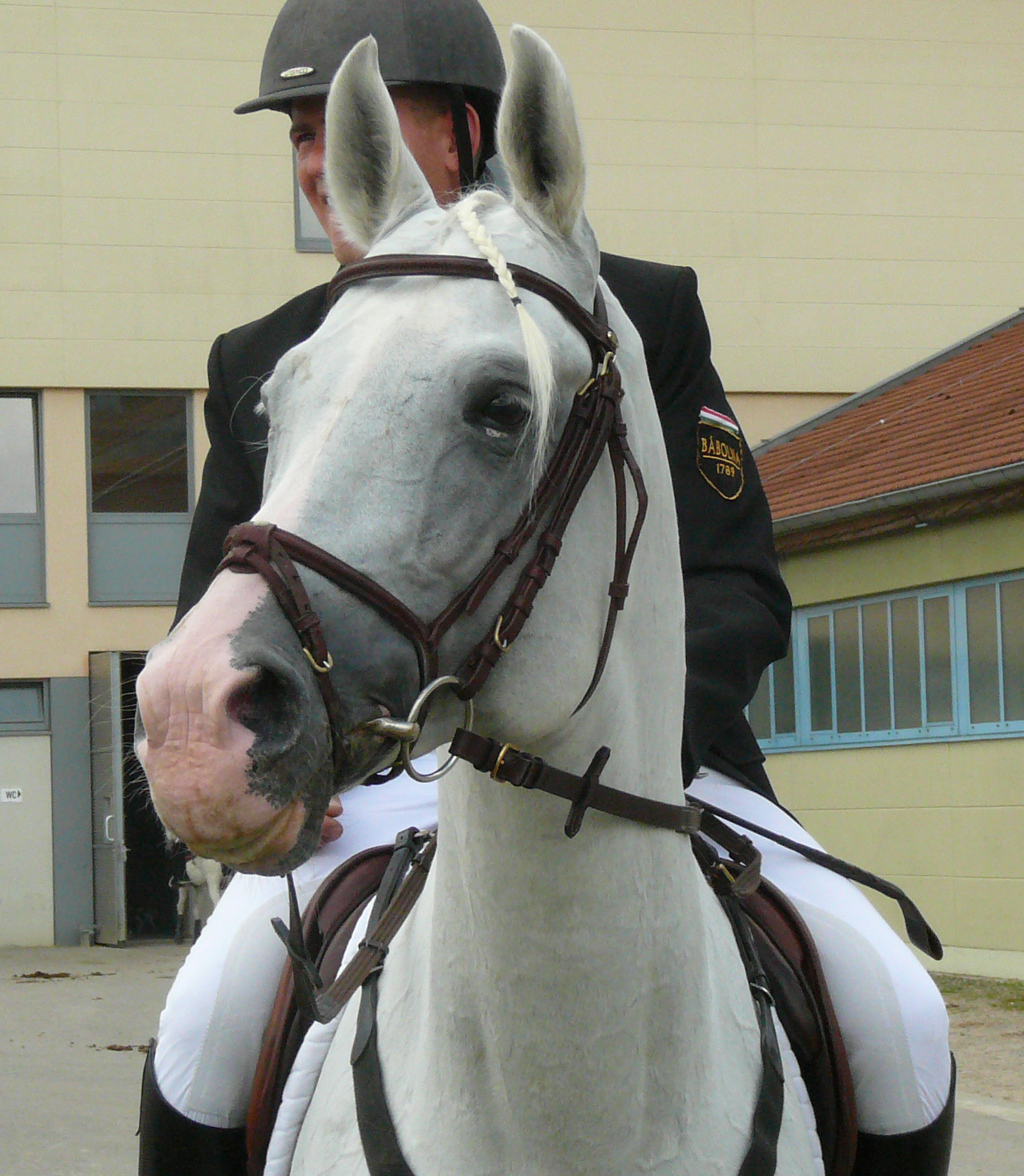
Étalon gris de trois quarts avant.
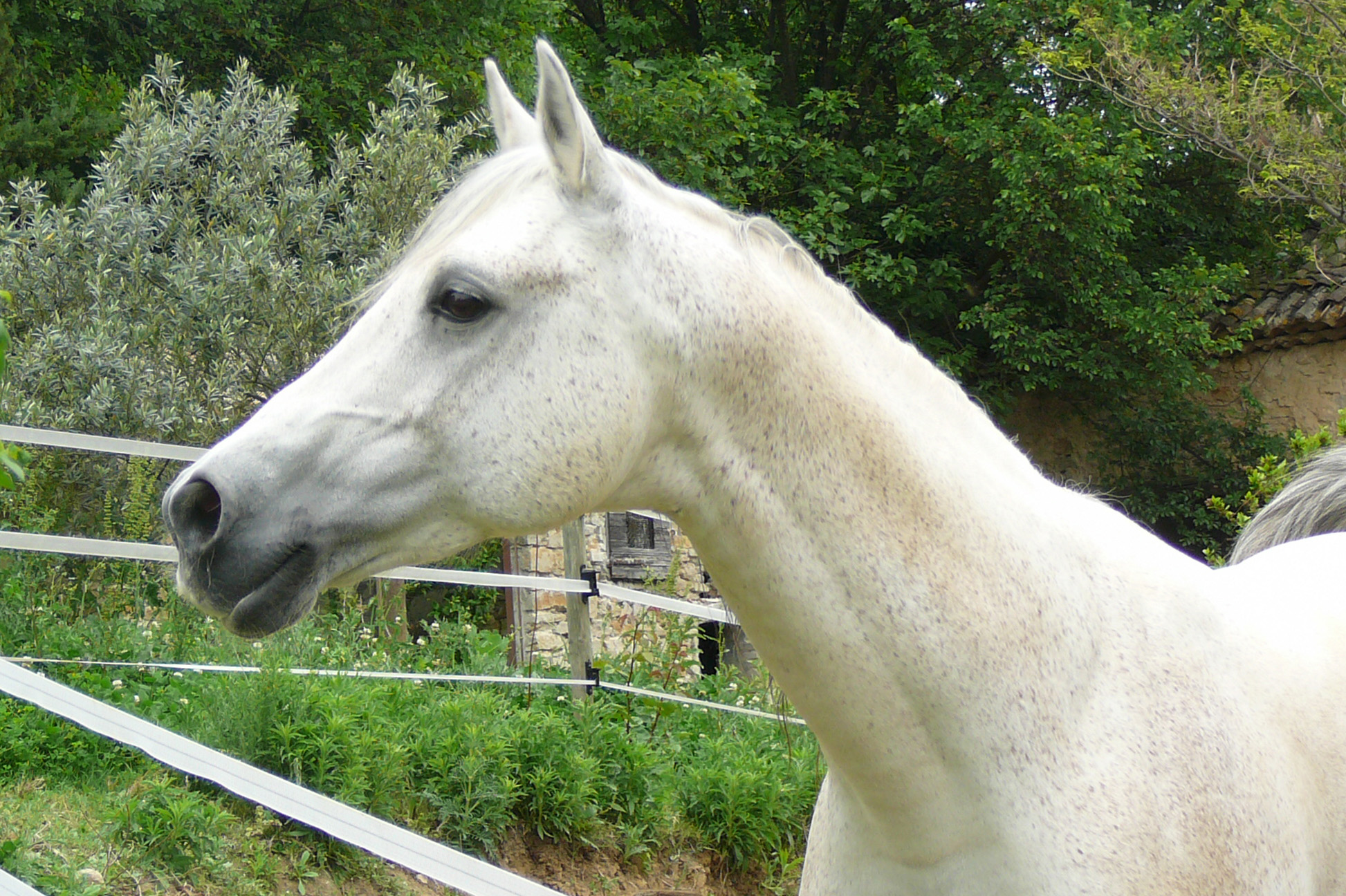
Étalon gris au profil concave, en France.
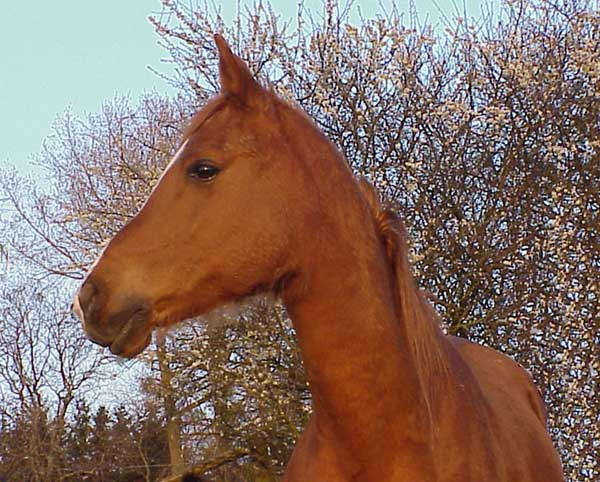
Aladin, jeune alezan en 2004, profil rectiligne, près d’Aix-la-Chapelle en Allemagne.
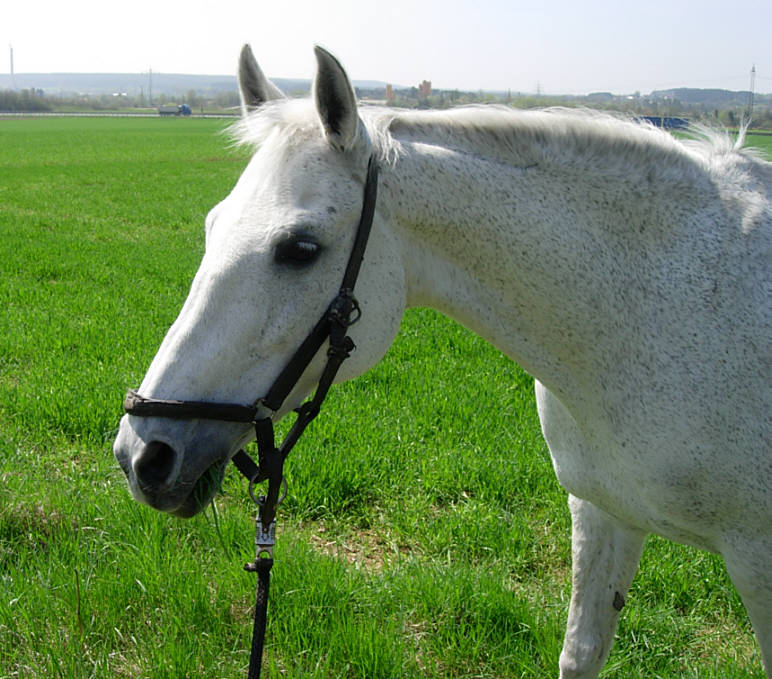
Shagya XXIII-49, fille de l'étalon Shagya XXII, née en 1986 au haras de Topoľčianky, 20 ans sur cette photo. Sa robe est grise truitée.

Les oreilles sont petites et placées haut,, écartées et pointues, en forme de croissant. Les yeux sont grands et espacés,, dans de grandes orbites, dégageant une expression vigoureuse. Ils sont souvent le premier élément remarquable de la tête d'un Shagya. Les ganaches sont fines et puissantes.
Le bout de nez est fin,, et doté de grands naseaux ouverts,.

#### Avant-main

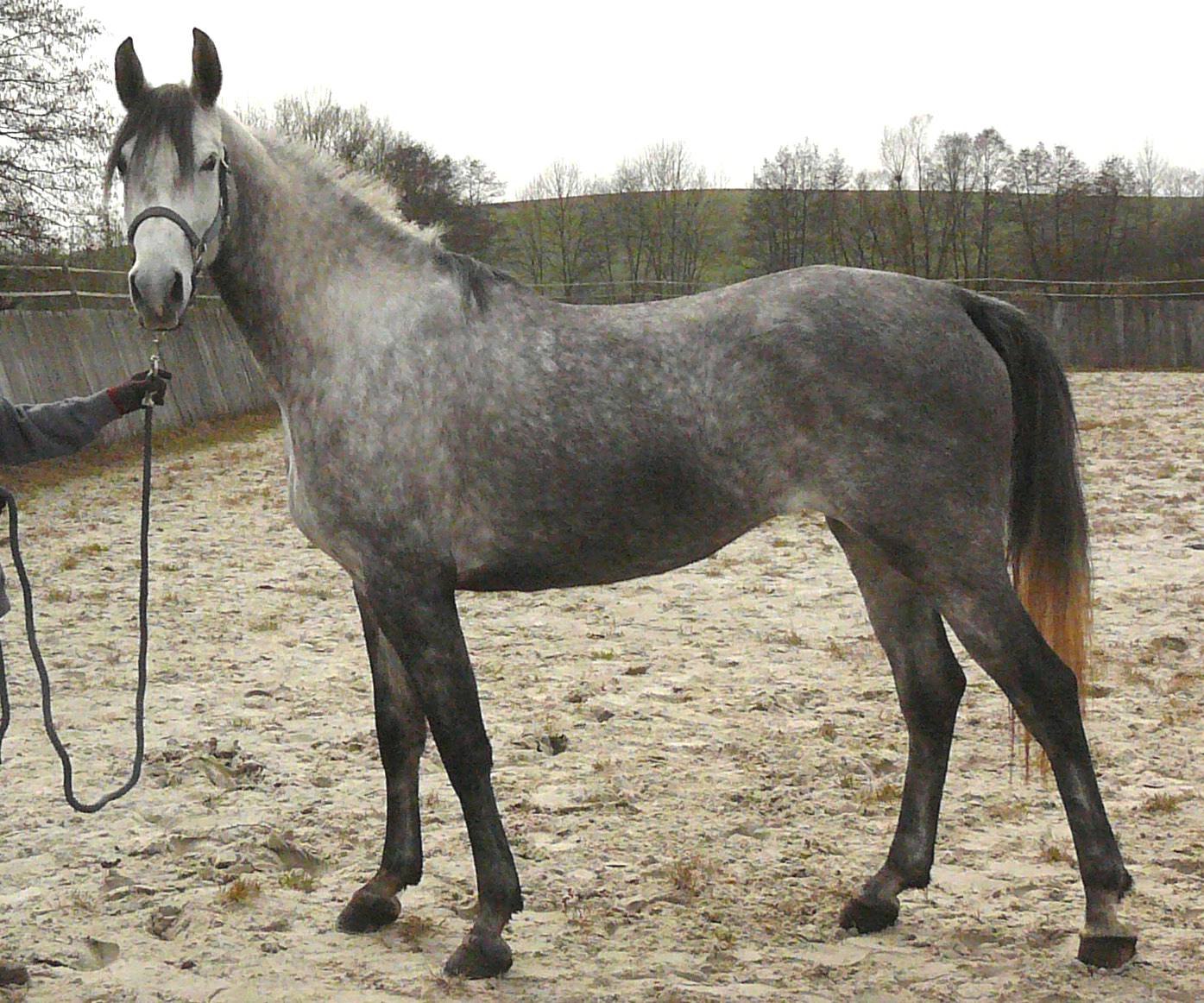
Pouliche Shagya de deux ans, dont la robe grise commence à s'éclaircir.

L'encolure est longue,, fine et bien formée. Très élégante, elle présente une forme arquée,,,, dite en « col de cygne ». À la différence de celle du Pur-sang arabe, elle n'est pas projetée. Elle est recouverte d'une crinière fine et soyeuse,,. Elle est réputée pour être l'une des plus belles parties du corps du Shagya.
Les épaules sont obliques, accroissant la liberté de mouvements et allongeant la foulée,, mais assez courtes. Le garrot est moyennement haut et long, toujours plus saillant que celui du cheval arabe d'après Edwards,. La poitrine est recherchée large et bien musclée.

#### Corps et arrière-main
La ligne supérieure est harmonieuse, bien dessinée et bien marquée. Le dos est court,, légèrement concave et plongeant selon Edwards, stable selon Martin Haller, long et solide selon l'écrivain et photographe Daniel Babo. Il est recherché ferme. Les reins sont robustes et courts, recherchés bien attachés. La croupe est étroite, d'une longueur moyenne voire plutôt courte, peu musclée, arrondie ou légèrement inclinée. La queue est attachée haut,,, bien portée fièrement, et longue,. D'après Edwards et Dutson, comme l'Arabe, le Shagya n'a souvent que 17 vertèbres dorsales, 5 lombaires et 16 coccygiennes, ce qui lui confère son profil particulier de cheval oriental,.
Le Shagya est un cheval de modèle rectangulaire : le cadre doit toujours être plus long que haut, et donc former un rectangle,. La qualité de son dos est importante : s'il est trop long, le cheval a un pas trop court, et s'il est trop court, le cheval a un dos mou et un trot et un galop à l'amplitude limitée.

#### Membres
Les membres sont longs et solides, secs et forts, avec des aplombs corrects. Le canon est toujours recherché plus court que l'avant-bras. Les articulations sont sèches. Les pieds sont petits,, ce qui le prédispose à l'encastelure. Néanmoins, les sabots sont le plus souvent de très bonne qualité.
Les cuisses et les jambes sont très robustes, les postérieurs très puissants. Les jambes du Shagya doivent être plus fortes que celles du Pur-sang arabe. Le tour de canon, mesuré en dessous du genou, est généralement supérieur à 19 cm,. Il doit être supérieur à 18 cm pour permettre l'inscription au registre de la race.

### Robe

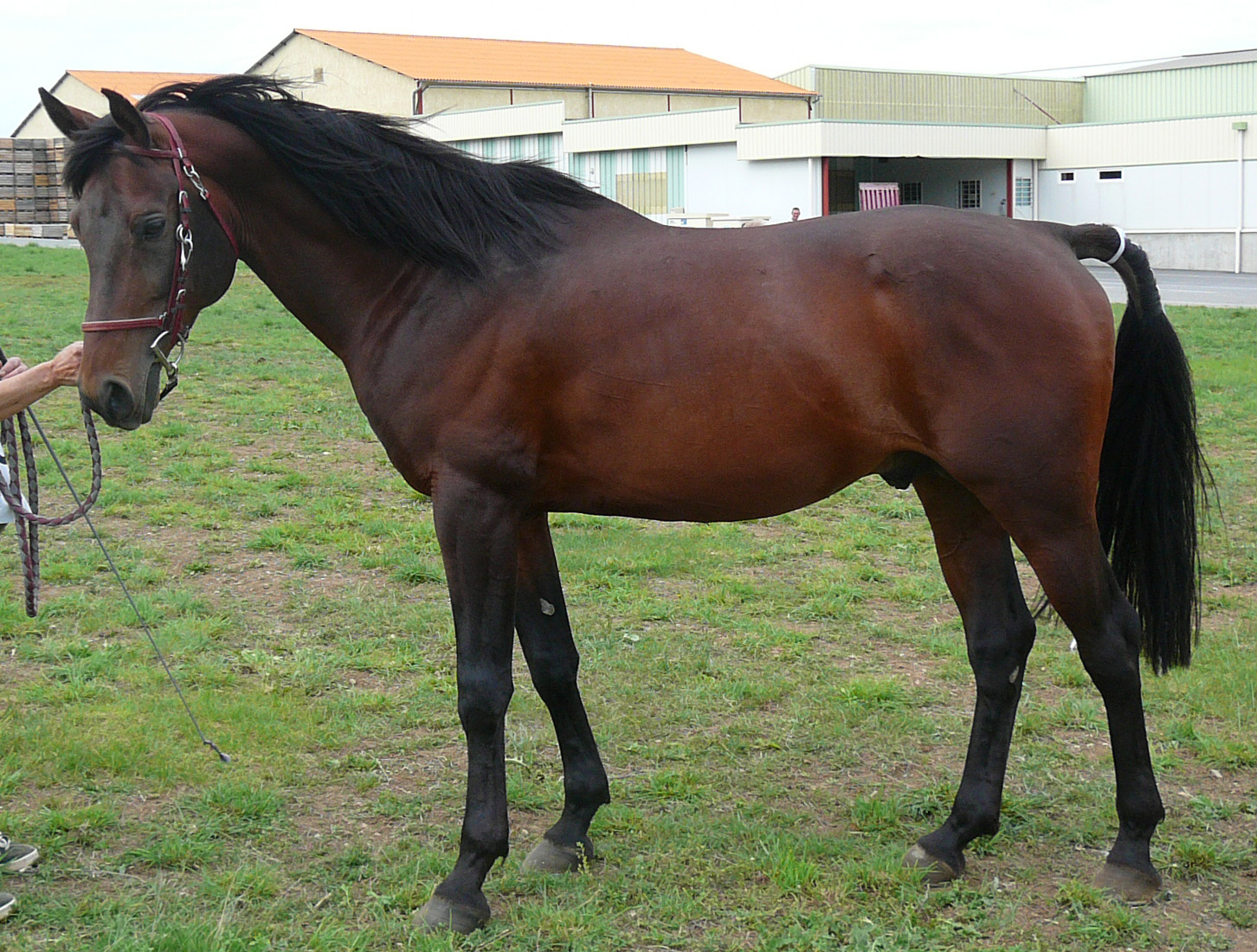
Étalon shagya bai, une robe beaucoup plus rare que le gris.

La robe est très souvent grise,,,, avec des reflets satinés. Comme pour tous les chevaux gris, le poulain naît foncé et s'éclaircit avec le temps. Plus rarement, la robe est noire ou baie,. L'étalon O'Bajan XIII, surnommé « la perle noire de Hongrie », était noir, de même que son fils. L'alezan, très rare,, est recherché en raison de cette rareté. D'après différents auteurs américains, c'est le noir qui est la robe la plus rare,.
Toutes les couleurs possibles chez l'Arabe sont représentées chez le Shagya,. Les robes pie et léopard ne sont pas possibles.
Le pelage est fin et les crins sont soyeux.

### Allures

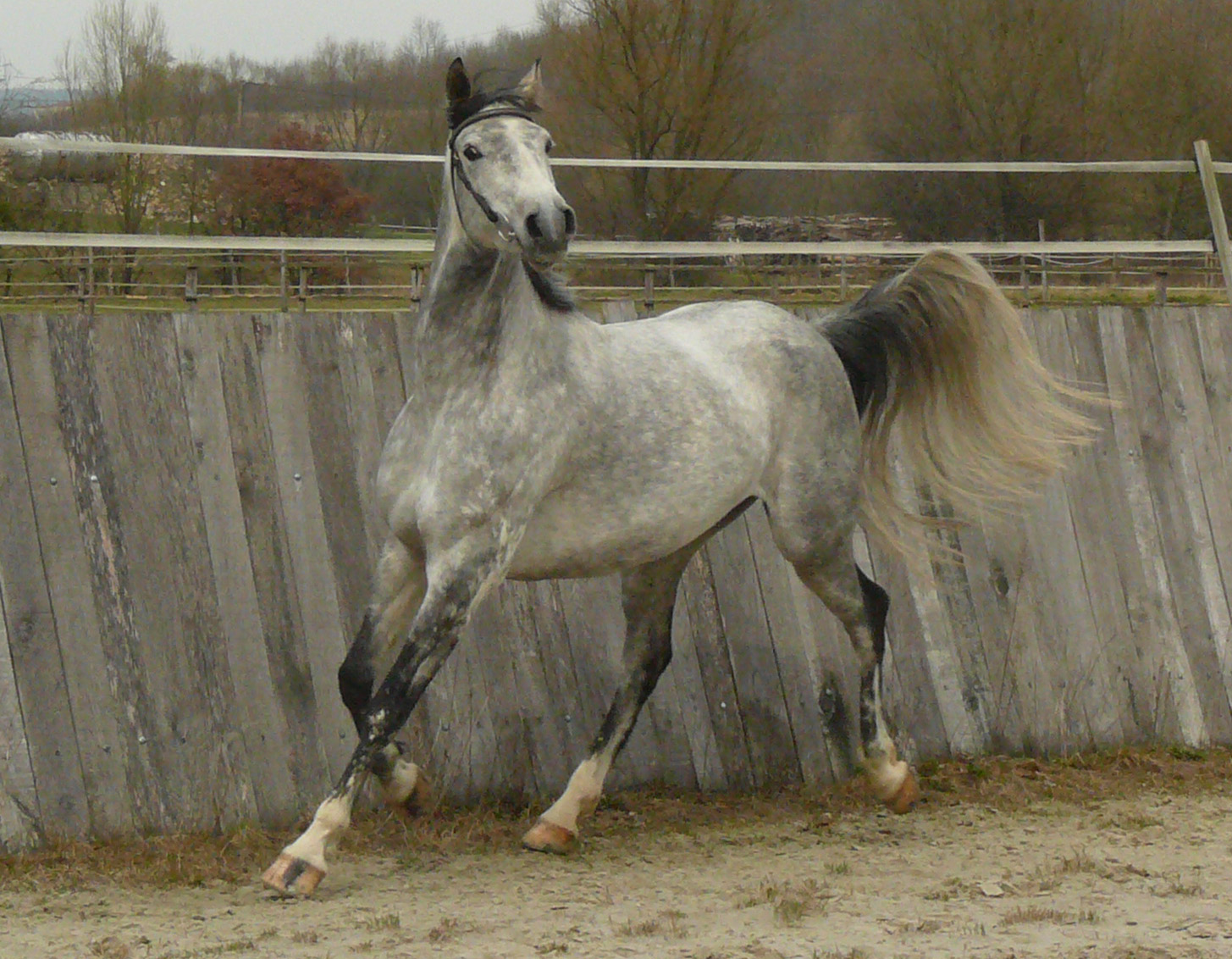
Jeune jument Shagya de trois ans, au trot.

Les allures du Shagya sont amples et élastiques,, libres et souples, lui permettant de bien couvrir le sol avec beaucoup de rythme. Cela lui confère des mouvements légers et élégants. Le galop peut cependant manquer d'amplitude par comparaison au pas et au trot.
Une vaste étude visant à déterminer la présence de la mutation du gène DMRT3 à l'origine des allures supplémentaire chez différentes races de chevaux n'a pas permis de détecter cette mutation chez les 19 sujets Shagya analysés ; de plus, il n'existe pas de mentions de chevaux ambleurs parmi cette race.

### Tempérament et entretien

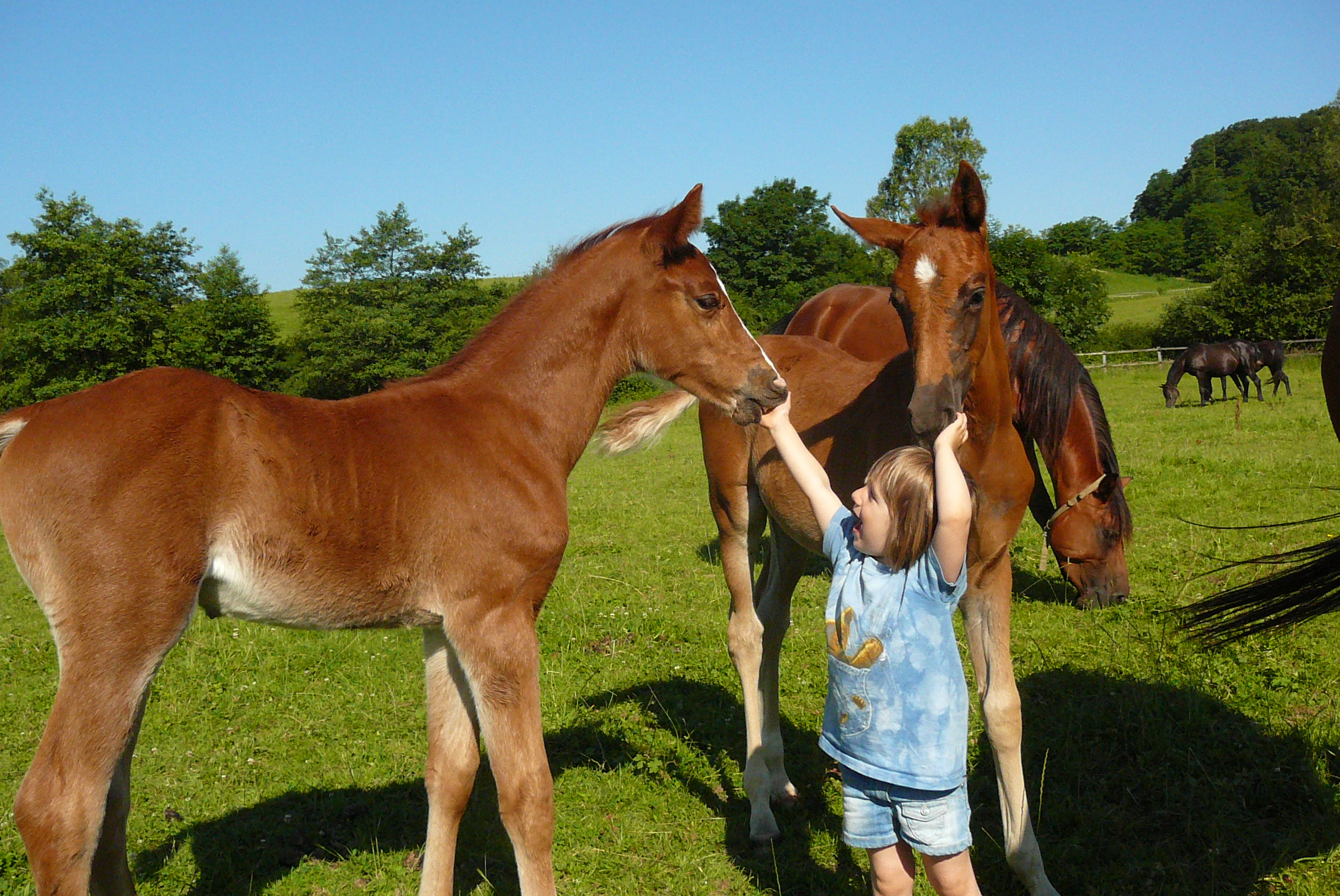
Poulains Shagya en interaction avec une enfant.

Vif et gai, le Shagya est d'un caractère doux et remarquablement équilibré, avec beaucoup de sang,. D'après l'éleveuse Michelle Coinon, il n'est pas adapté aux cavaliers débutants en raison de sa sensibilité. Il est très généreux au travail. C'est un cheval proche de l'humain,, qui de ce fait peut être un bon cheval de famille.
Le Shagya est doué d'une bonne aptitude à la recherche de nourriture. Il est suffisamment rustique pour ne pas redouter le froid et pouvoir vivre dehors toute l'année, mais il peut aussi vivre en box. Il demande un faible entretien et, s'il n'est pas un gros mangeur, nécessite néanmoins des rations plus importantes que celles d'un Arabe. Il peut se nourrir de granulés ou de foin complété par du maïs, de l'avoine et de l'orge en hiver.
La race est de maturité tardive, n'ayant pas sa constitution d'adulte avant l'âge de six ans. L'âge moyen au début du premier poulinage au haras de Radautz (en 2021) est de 4 ans et 5 mois, tandis qu'au haras de Kabiuk il est de 4 ans et 4 mois. La durée de gestation est de 338,7 ± 0,9 jours. La fertilité est réputée très bonne. L'œstrus des juments Shagya ne diffère pas de celui des juments Pur-sang arabes, avec une durée moyenne d'environ 5 jours. La jument peut pouliner pendant une durée moyenne de 14 ans et 6 mois. La longévité est réputée excellente.
Une jument Shagya a fait l'objet d'une étude de cas en novembre 2019, après un cas très rare de torsion du lobe gauche du foie.

### Génétique
Les analyses génétiques des populations de chevaux arabes montrent une contribution de l'Arabe syrien à la constitution du Shagya, à la fois du côté des lignées paternelles et des lignées maternelles.
L'étude de J. Pjontek et ses collègues portant sur la consanguinité des races de chevaux élevées en Slovaquie montre que le coefficient de consanguinité du Shagya et de 3,95 %, soit plus élevé que chez le poney de sport slovaque, mais plus bas que chez le Lipizzan et le Huçul. Le Shagya est aussi la race ayant le plus grand nombre de fondateurs selon ses informations généalogiques, soit 499 ; le nombre de fondateurs réels est de 160. Cela signifie que le Shagya a subi un goulet d'étranglement de population, mais moins sévère que chez ces autres races de chevaux.
Il pourrait exister un lien entre la consanguinité chez le Shagya et les proportions du corps chez cette race.

### Sélection

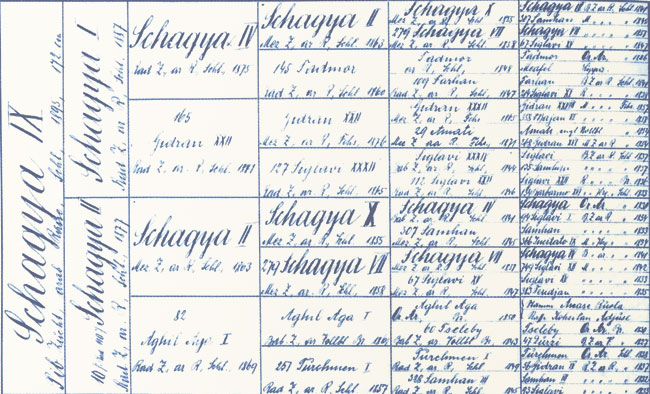
Pedigree de Schagya IX, un étalon né en 1895, rédigé à l'encre bleue.

Les normes de qualification des reproducteurs Shagya sont établies par l’ISG (Internationale Shagya-Araber Gesellschaft). Le règlement de testage des étalons est établi en mai 1998. Depuis 1985, le développement de la race se poursuit en élevage pur, c'est-à-dire avec des registres généalogiques clos,.

#### Fonctionnement et historique du registre généalogique du Shagya
Dès la constitution de la race, un registre généalogique est soigneusement tenu, informant de la lignée, de la robe et de la taille des reproducteurs,. Ces registres très précis sont rédigés à l'encre verte pour les Pur-sang arabes et à l'encre bleue pour les Shagyas. Il est possible de remonter très loin dans les informations fournies, les pedigree des années 2000 comptant souvent une vingtaine de générations de chevaux renseignées, dont la continuité a été maintenue malgré les périodes de guerres, d'épidémies et d'autres troubles. Les informations les plus anciennes remontent à 1775. Une contribution essentielle fut celle du Dr Gramatzki et de Liselotte Tarakus, qui dans les volumes 1 et 2 du Deutsches Stutbuch für Reinzucht ShagyaAraber, ont répertoriés les Shagya importés en Allemagne entre 1945 et 1982, présentant des tableaux généalogiques détaillés. Les informations généalogique sont numérisées durant les années 1990. En 2008, l'ISG gère les données de plus de 25 000 chevaux.
Certains étalons portent un numéro, qui indique leur ascendance directe par rapport à l'étalon fondateur,. Les étalons des lignées traditionnelles portent le nom de leur ancêtre suivi d'un chiffre romain qui indique le nombre de générations qui le séparent du géniteur de la race,.

#### Croisements avec le Pur-sang arabe
La race étant présente en faibles effectifs fortement disséminés, des croisements avec des chevaux Pur-sang arabes sont effectués afin de la prémunir contre la consanguinité,. Ces croisements se sont imposés avant la création de l'ISG, le croisement entre Pur-sang arabe et Shagya étant très courant à l'époque. Pour qu'un cheval soit autorisé à porter l'appellation « Shagya », 9 de ses ancêtres sur 16 minimum doivent être de purs Shagya, sur 4 générations. Les chevaux qui ne rencontrent pas ces critères sont inscrits en réserve d'élevage. Cette mesure vise à stabiliser le type de la race.

#### Marquage au fer
En Europe, le Shagya est marqué au fer rouge sur l'épaule ou la cuisse, avec un dessin représentant une sorte de soleil à six pointes et un numéro, qui permet de connaître le haras d'origine et la lignée de chaque cheval. Cette marque a été présentée par l'ISG au printemps 1985 pour permettre d'identifier les Shagya d'élevage purs, correspondant aux critères de sélection qu'elle a établis. La marque au fer constitue un label de conformité au standard de la race ; elle n'est cependant plus pratiquée en Allemagne ni au Danemark depuis 2018.

## Utilisations

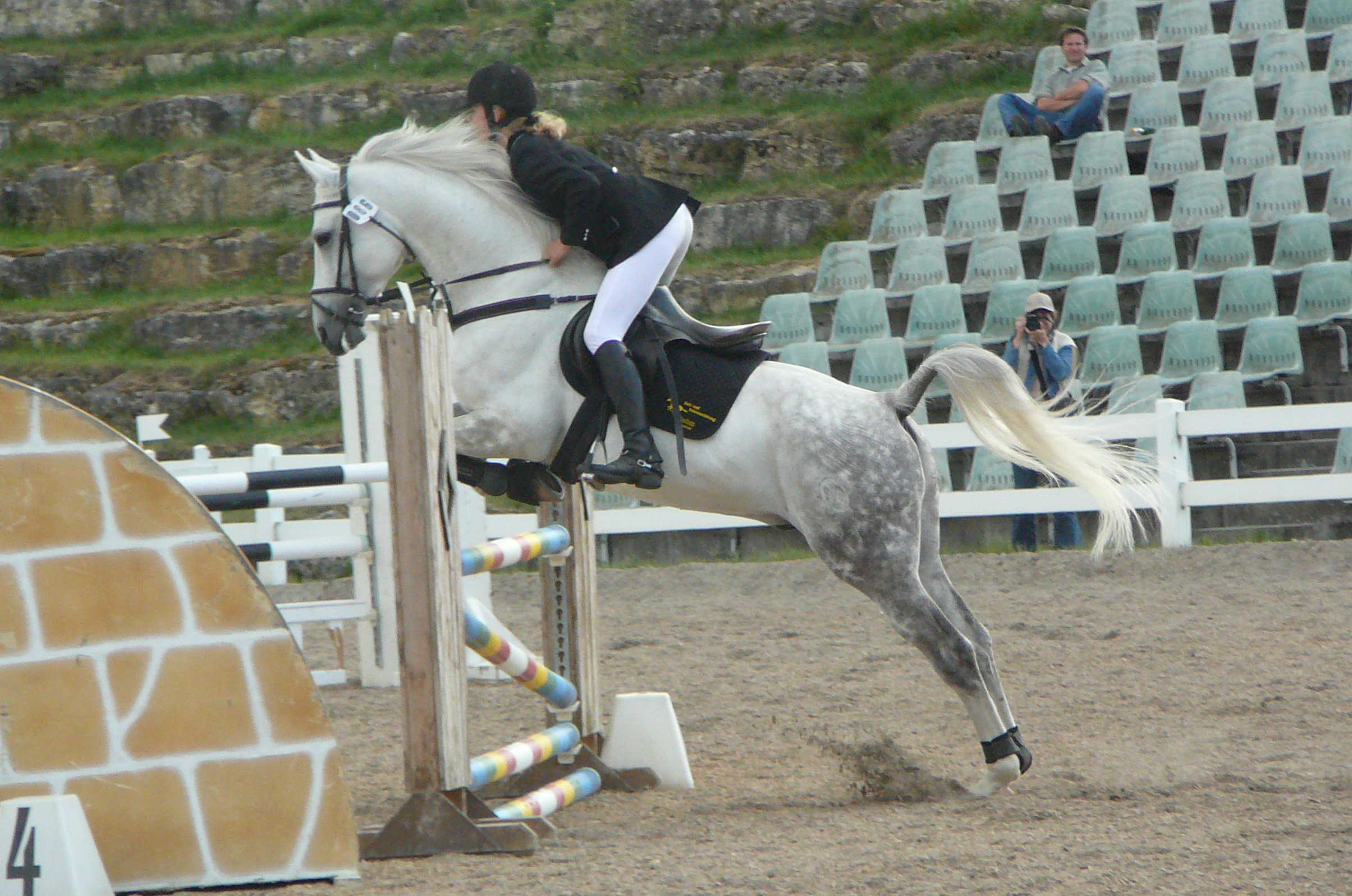
Étalon Shagya en compétition de saut d'obstacles.

À l'origine cheval de selle, et monture de guerre pour la cavalerie légère des hussards hongrois, le Shagya est désormais un cheval d'équitation et d'attelage polyvalent,,. Il est monté pour de très nombreuses disciplines équestres,.

### Endurance
C'est en endurance que ces chevaux sont le mieux représentés, et montrent leurs meilleures performances,,. Environ les trois quarts des Shagya compétiteurs en endurance se qualifient sur des distances de 90 km et plus. En 2016, 90 % des Shagya français valorisés en sport le sont en endurance, ce qui a permis à cet élevage de devenir notoire et de s'exporter. En Tchéquie en 2004-2005, 54 chevaux Shagya ont participé à au moins une course d'endurance, ce qui représente un cheval sur quatre ayant pris le départ sur ce territoire. D'après Nathalie Pilley-Mirande, un Shagya d'endurance ne doit pas être trop grand, pour pouvoir déployer ses meilleures performances sur des distances de plus de 90 km.

Shagya en compétition d'endurance
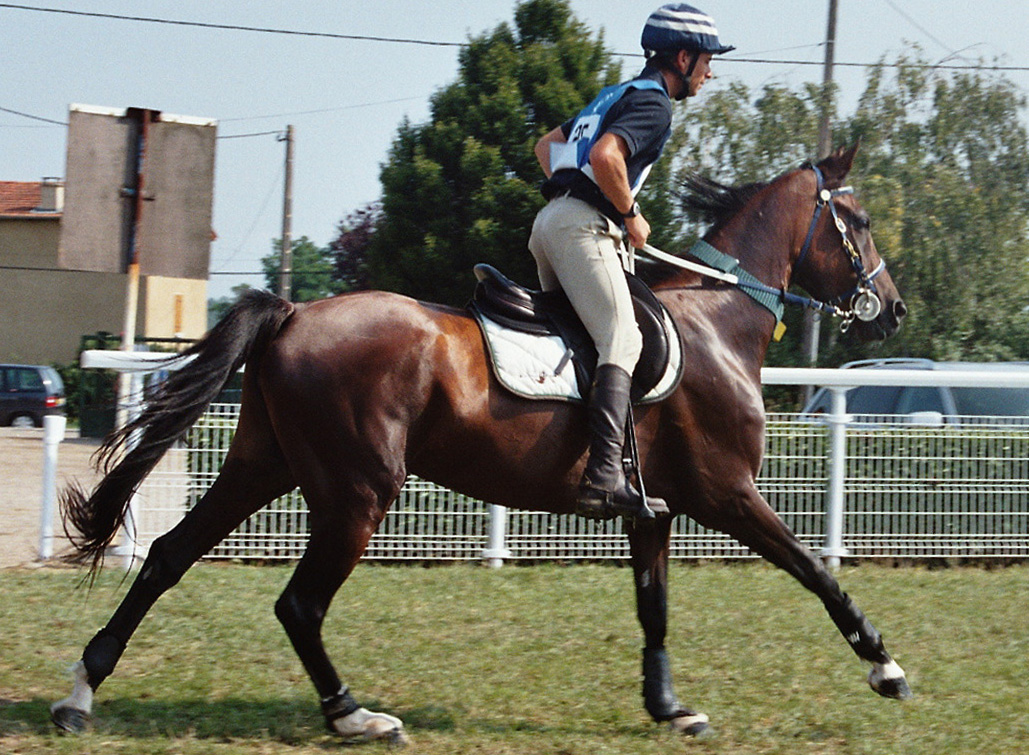
Laïka du Cade, jument Shagya, en France.
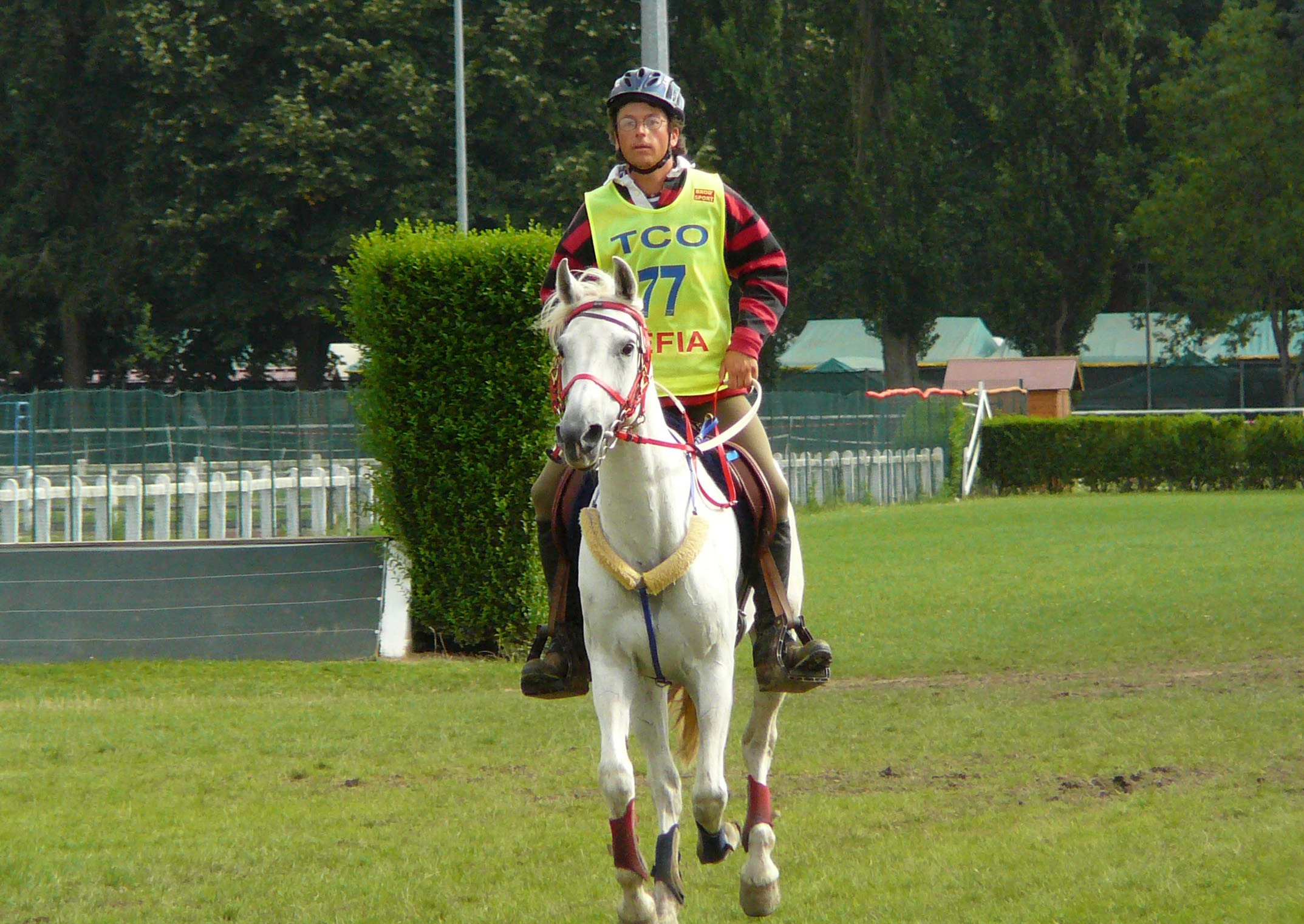
Shagya gris en France.
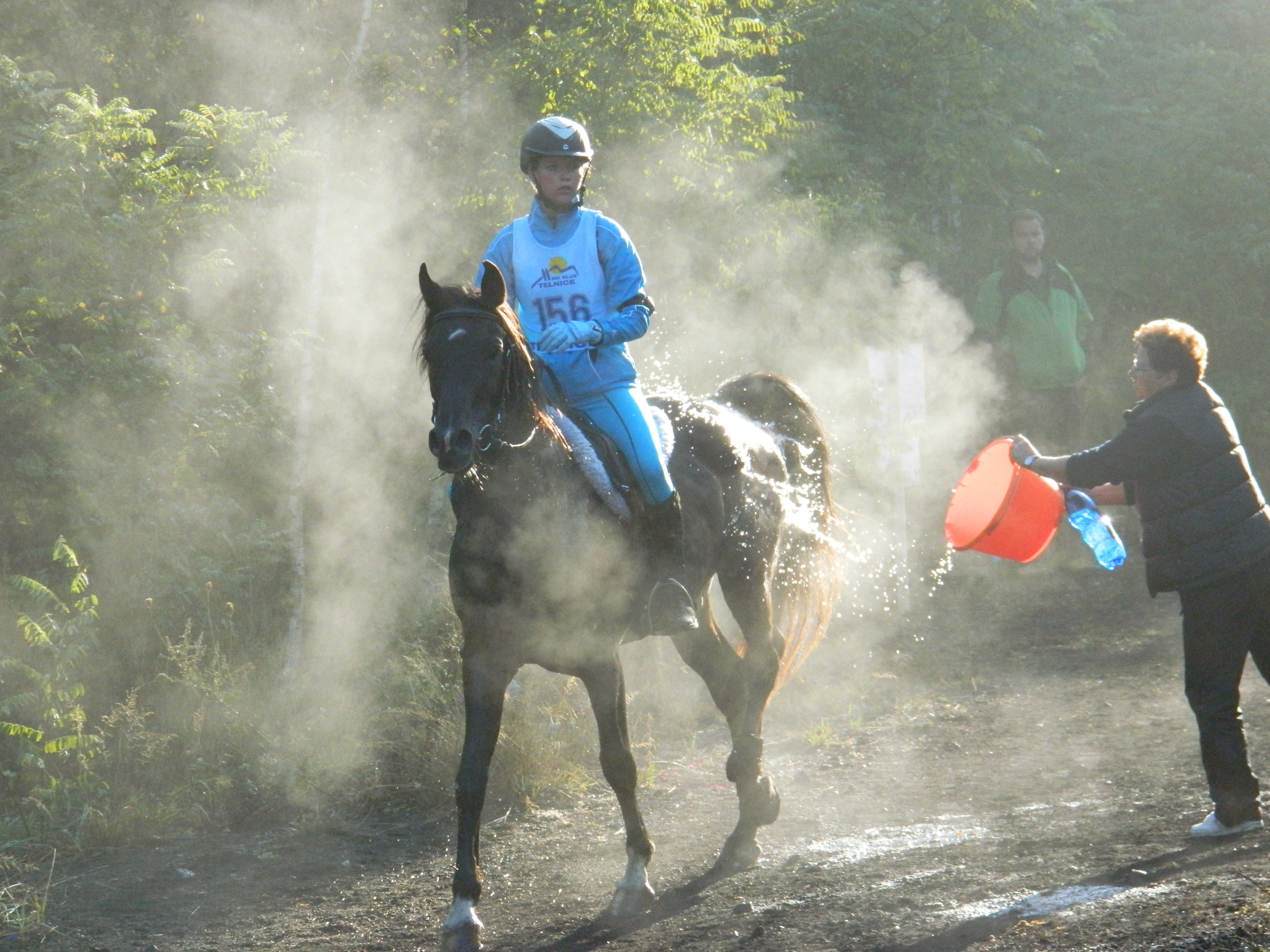
Scott Al Sah'ra, monté par Marcela Koptová en Tchéquie.

L'un des plus célèbres est Out Law Persik, fils de Persik et d'une jument Shagya, devenu un champion international durant les années 1990,. Hungares, cheval national hongrois issu du haras de Bábolna, a gagné le championnat du monde d'endurance à Aix-la-Chapelle en 2006, à l'âge de 8 ans, en parcourant 160 km monté par le cavalier espagnol Miguel Vila Ubach,,. La jument Shagya Magdan Tihama a remporté le championnat de Suisse d’endurance (un Concours d'endurance international trois étoiles, CEI***) en octobre 2007, montée par Véronika Munger.
Deux Shagya ont terminé les 160 km de Florac de 2006 sur les deux plus hautes marches du podium : Ganda Koy et Héra de la Crouz. Aux championnats d'Europe d'endurance de 2009, le Shagya Novisaad d'Aqui termine avec la médaille de bronze. Luna de Crouz termine seconde du CEI** de Huelgoat sur 130 km le 28 mars 2009, puis première du championnat d'Espagne à Casarrubios del Monte, sur un CEI*** de 160 km, le 23 mai 2009, avec Maria Alvarez Ponton. Spirit de Crouz décroche une médaille d'argent par équipes aux mondiaux d'endurance de 2016, puis
remporte pour la première fois les 160 km de Florac en 2019, monté par Allan Léon. Ces victoires mettent en lumière la race Shagya en France ainsi que l'élevage de Catherine et Antoine Roland, le haras de la Crouzière, situé dans le Tarn.
Le hongre Cadjar de la Palud termine second du CEI*** de Barcelone en 2021. La championne nationale française d'endurance des chevaux de 5 ans en 2022, Hanouka de Traclin, est une demi-sang arabe à moitié Shagya. Le cavalier breton Christophe Bogrand fait partie de ceux qui montent principalement des Shagya en compétition.
Dans un article examinant la généalogie des meilleurs chevaux d'endurance, Albie Jacobs estime dommage que la jument arabe Nightingale, née en Inde, soit entrée dans le programme d'élevage du Shagya en Afrique du Sud (notamment en croisement avec l'étalon importé Shagya XXV-12), et non dans un programme d'élevage sportif d'endurance.

### Autres disciplines

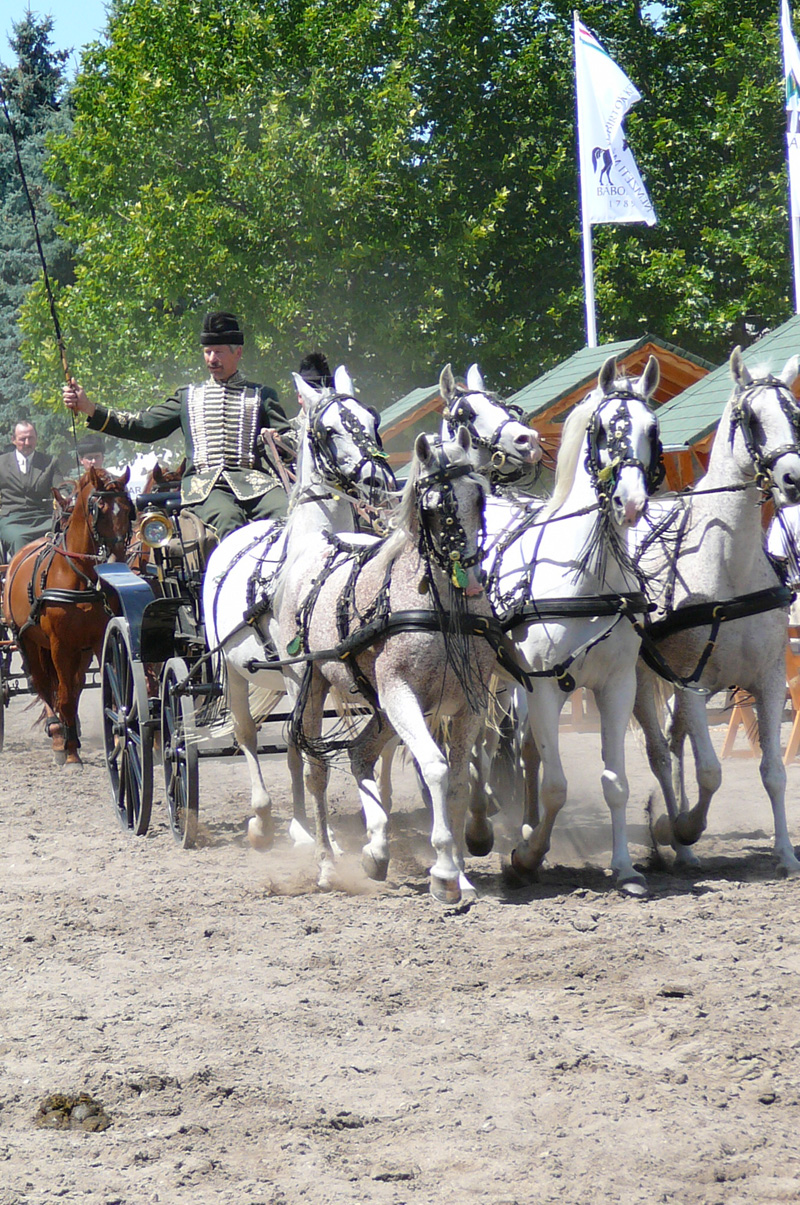
Attelage traditionnel hongrois en arbalète, avec trois Shagya de front et deux au limon.

Certains Shagyas obtiennent des résultats notables dans d'autres disciplines sportives, telles que le saut d'obstacles, le dressage et le concours complet, bien qu'aucun n'ait atteint une célébrité internationale,. Ses performances sportives globales, en dehors de la disciplines de l'endurance, sont perçues comme « moyennes ».

Utilisations sportives du Shagya
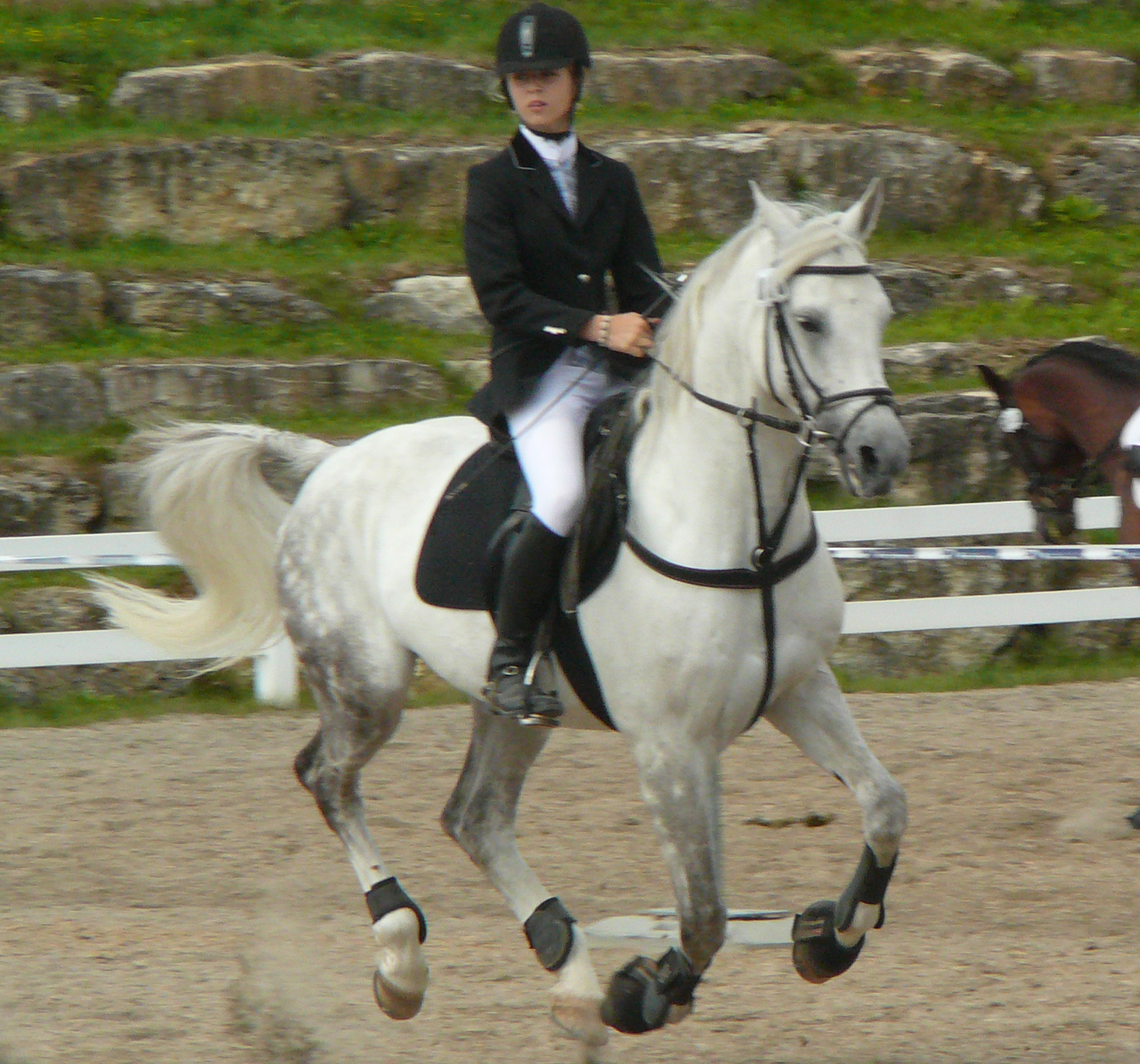
Étalon Shagya en saut d'obstacles.
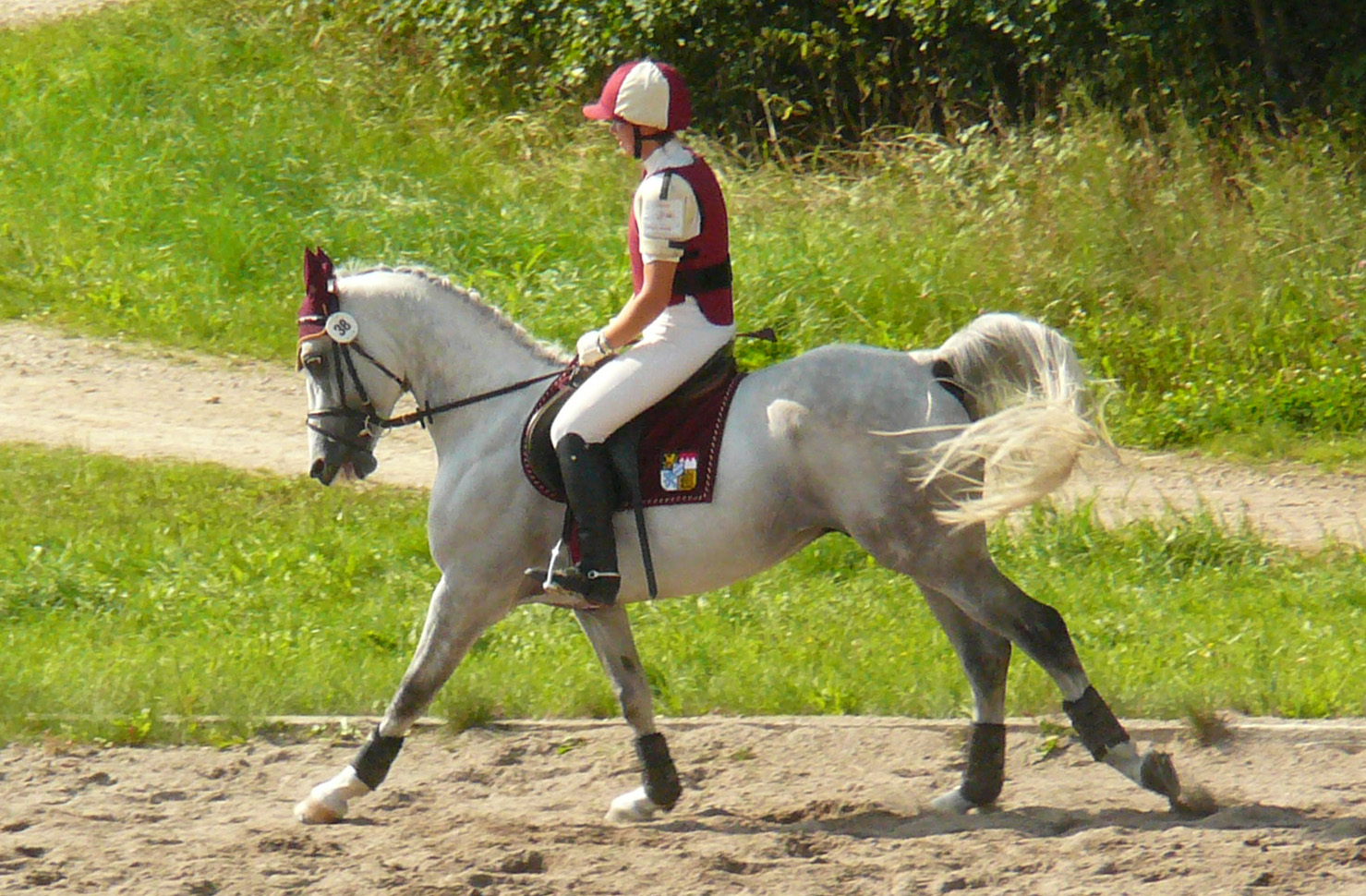
Étalon Shagya en concours complet.
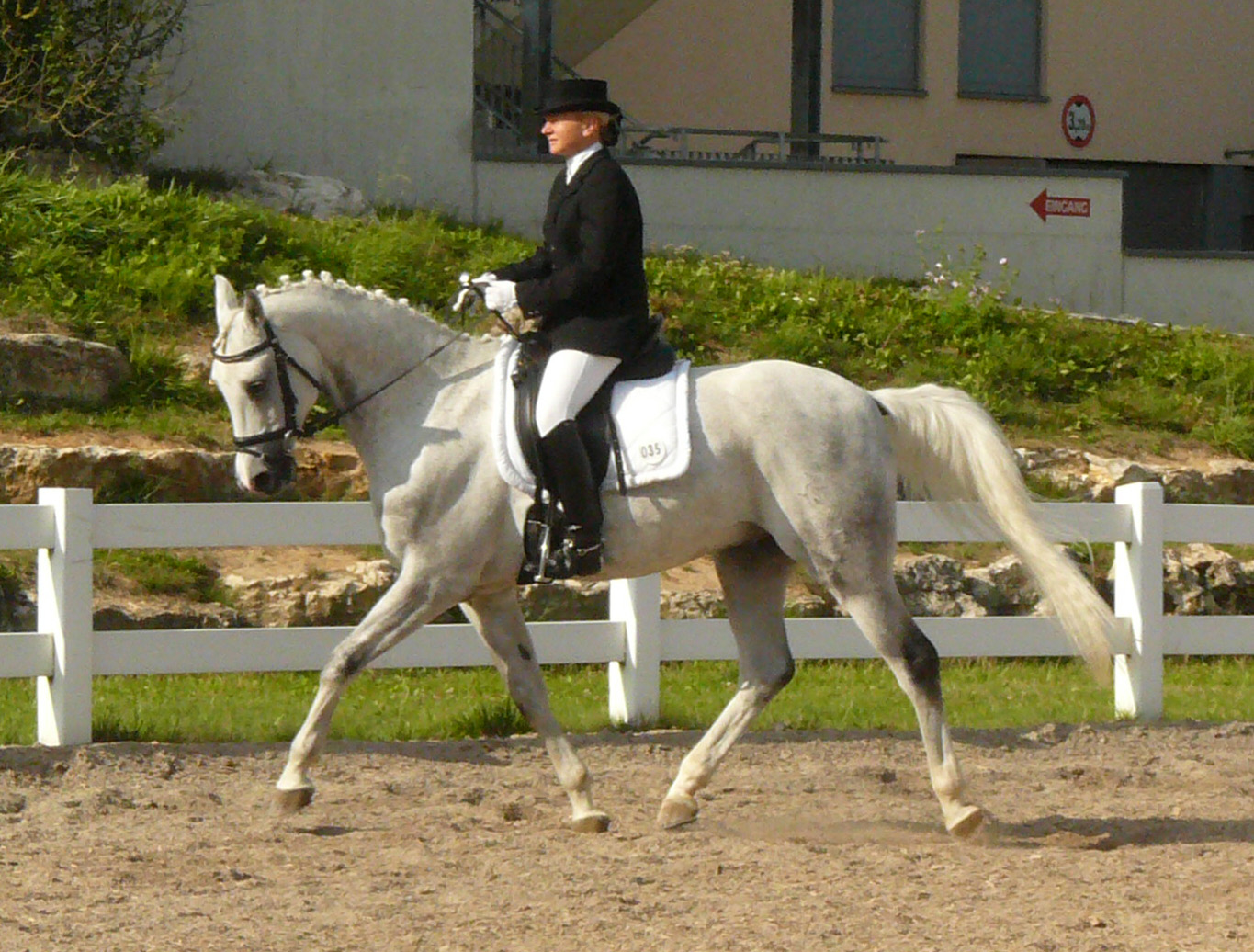
Shagya en compétition de dressage.
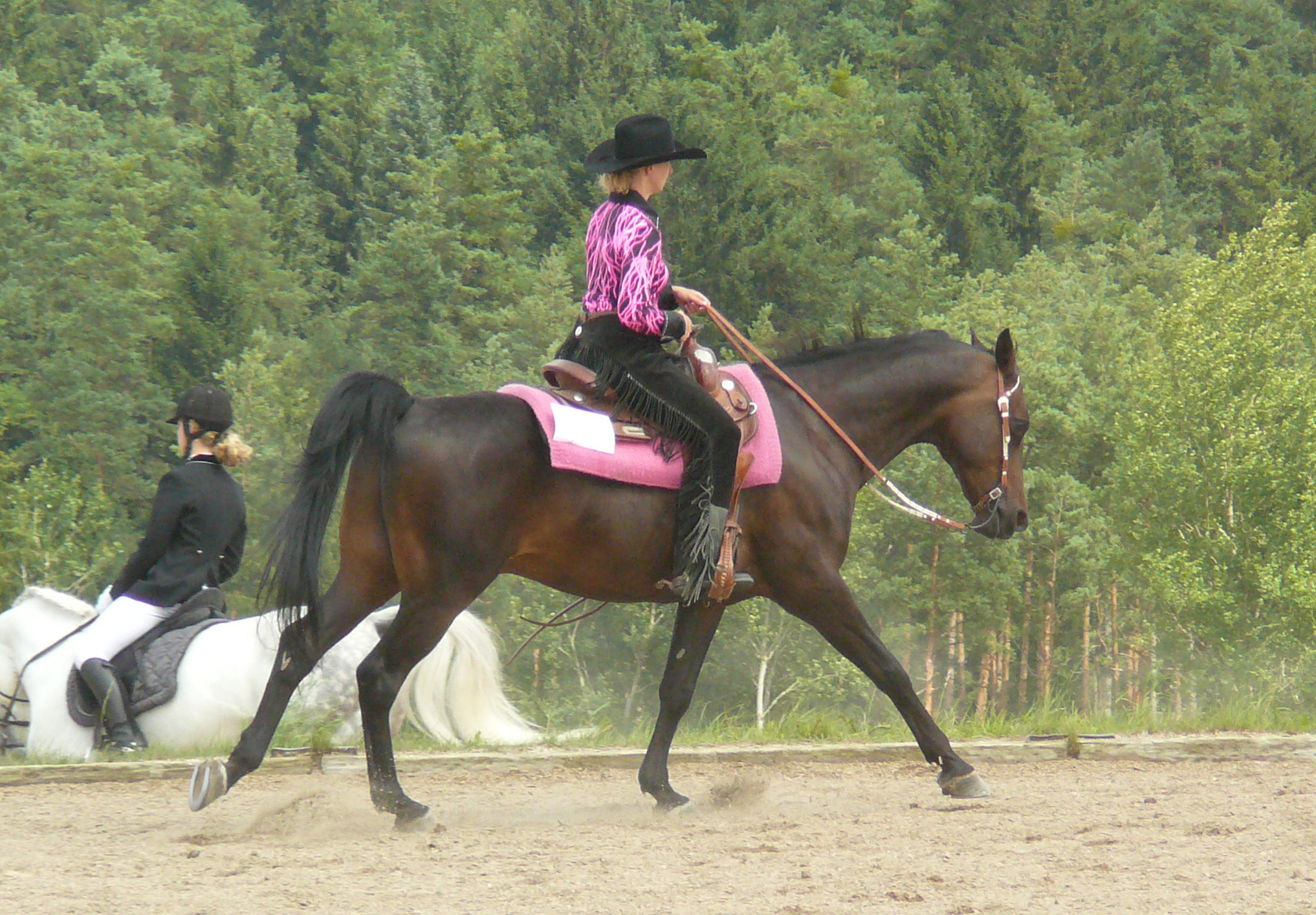
Shagya en équitation western.

Le Shagya est monté en saut d'obstacles en Allemagne, Suisse, Autriche, au Danemark et aux États-Unis. Il est très utilisé en concours complet d'équitation en Allemagne, ainsi qu'en Tchéquie. En France, il est rare d'en voir en dressage, en complet ou en saut d'obstacles.
Le Shagya est également employé à l'attelage et en traction légère,. Dans son pays d'origine, il est traditionnellement attelé depuis toujours. Ce cheval est aussi attelé en Suisse et en Allemagne, mais il l'est très rarement en France.

### Équitation de loisir et randonnées
Il est désormais principalement élevé pour l'équitation de loisir, notamment en Tchéquie. Le Shagya est un bon cheval de loisir grâce à sa sélection sur le caractère, son énergie, sa loyauté et sa générosité,,. Il peut être monté en randonnée ou pour le TREC.
Il n'est pas présent dans les centres équestres, en raison de sa rareté et de son prix d'achat élevé.

### Croisements

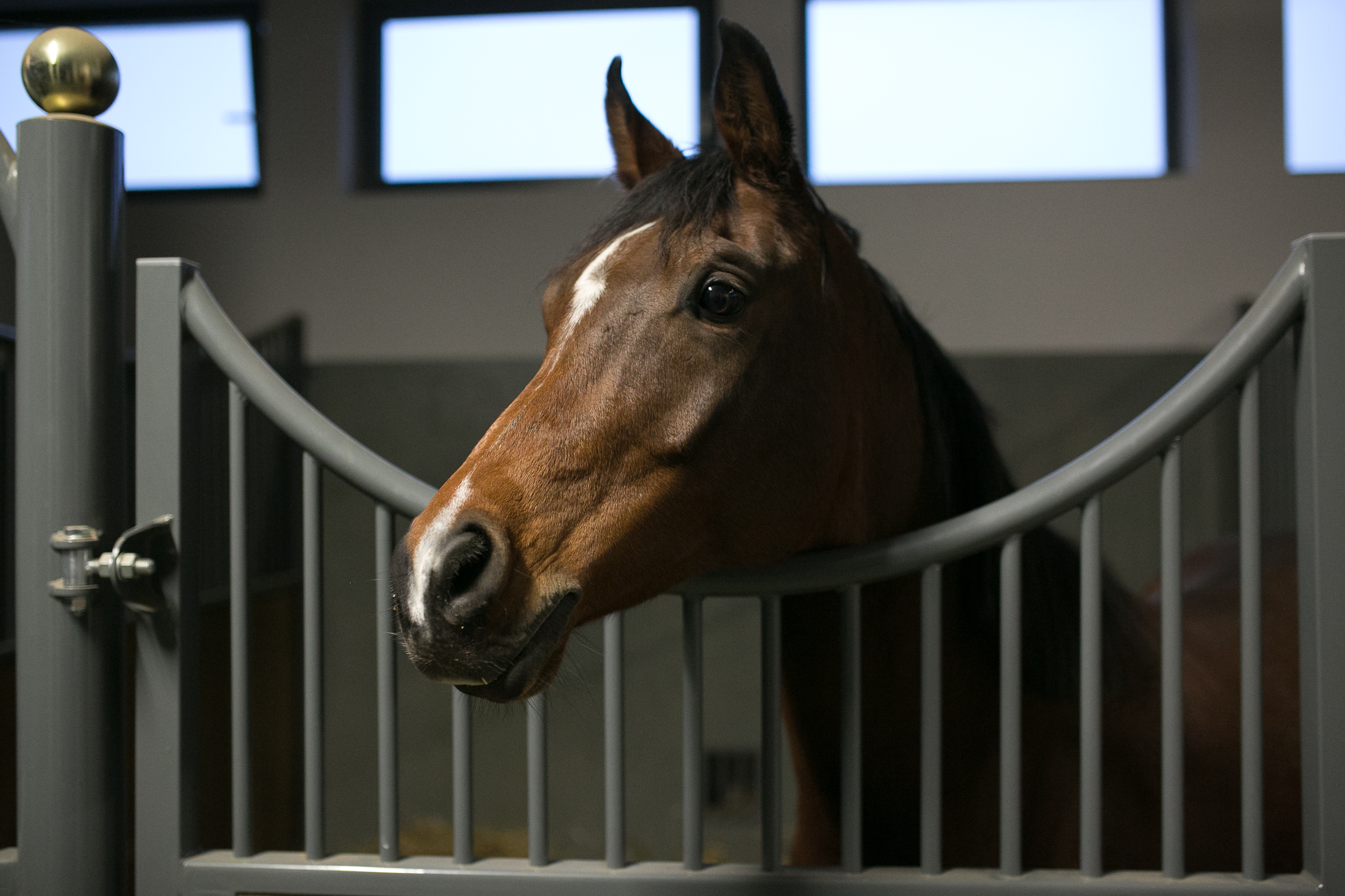
Le Malopolski polonais est l'une des races de chevaux influencées par le Shagya.

Le Shagya est considéré comme un améliorateur de races. Il a souvent été croisé avec des chevaux dits communs aux origines hétérogènes, afin d'améliorer l'apparence des poulains obtenus. D'après ses informations généalogiques, le Lipizzan compte 2 % d'ancêtres Shagya.
L'étalon Gazal VII, né en 1944 à Bálbona et exporté en Allemagne, est probablement le meilleur étalon améliorateur Shagya du XXe siècle. Un autre important améliorateur est Bajar, né en 1969 d'un croisement consanguin frère-sœur, qui a influencé le Trakehner et le poney de selle allemand. Le Malopolski polonais a été influencé par le Shagya. Durant les années 2010, notamment d'après la propriétaire et cavalière d'endurance Véronique Mestre-Gibaud, le Shagya est beaucoup utilisé en croisement pour augmenter la taille des chevaux d'endurance, ou pour donner des Anglo-arabes de course,.
Certains chevaux reconnus comme champions internationaux ont des Shagya parmi leurs ancêtres,. C'est le cas du champion de dressage Rembrandt, par son père Romadur II. En saut d'obstacles, Milton et Ratina Z (issue de la lignée de Ramzès, un Anglo-shagya) ont aussi ces origines, de même que Capitol I. Sissi de la Lande III, jument de saut d'obstacles médaille d'argent en 1994 avec Michel Robert, a également un Shagya parmi ses ancêtres. Bachus Z, un Holsteiner monté par Jos Lansink, descend de Bajar.

## Diffusion de l'élevage

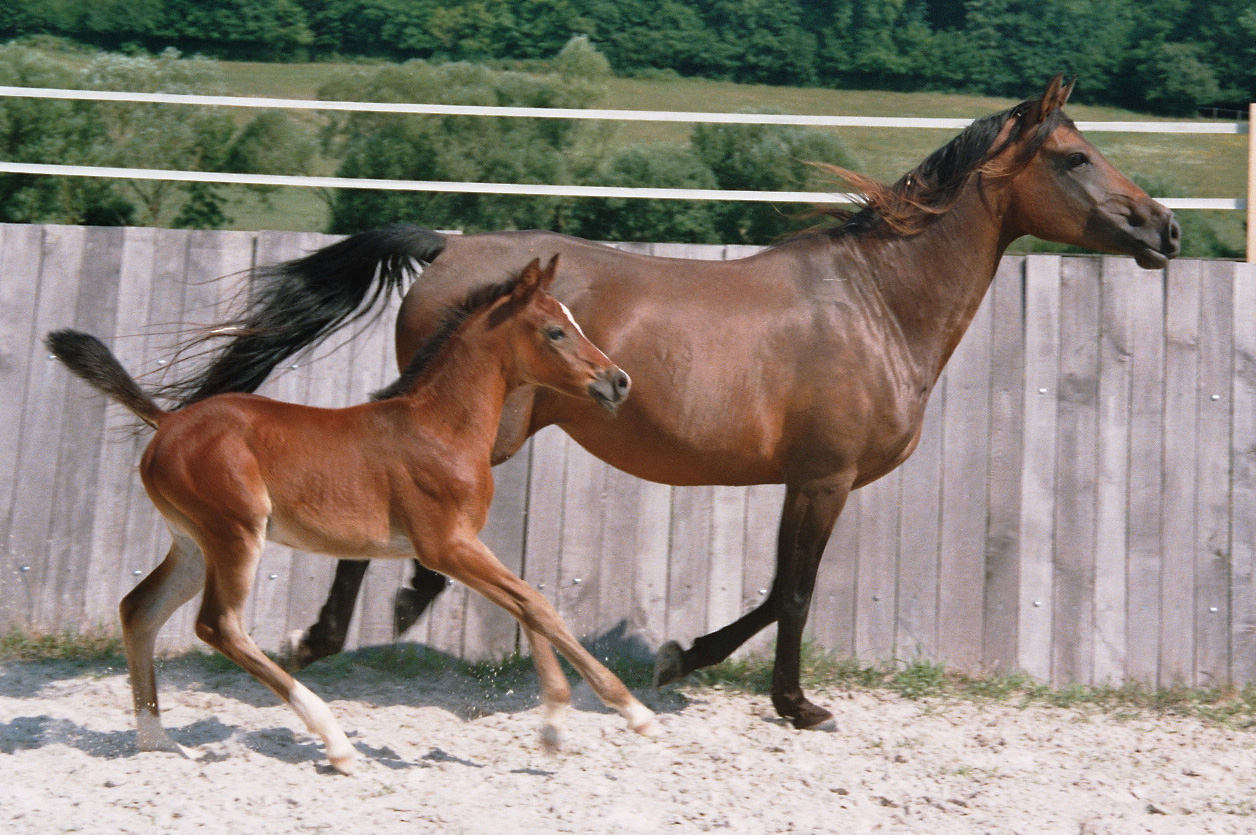
Jument poulinière Shagya avec son poulain de l'année.

L'étude de l'université d'Uppsala, publiée en 2010 pour la FAO, décrit le Shagya comme une race de chevaux d'origine européenne à diffusion internationale et transfrontière. L'ouvrage Equine Science (4e édition de 2012) le classe parmi les races de chevaux de selle peu connues au niveau international. Ce cheval est exporté vers de nombreux pays, mais il reste une race rare. Il est considéré comme étant menacé d'extinction.
En 2001, Daniel Babo estime le nombre de reproducteurs à un millier à travers le monde. En 2008, l'ISG compte 13 associations d'éleveurs réparties dans les pays suivants : la Suisse, le Danemark, la Suède, la Norvège, la France, l'Allemagne, l'Autriche, la Hongrie, la Tchéquie, la Bulgarie, la Slovaquie (le haras de Topoľčianky adhère à l'ISG en 1992), l'Amérique du Nord (Canada et États-Unis) et le Venezuela. 2 000 chevaux environ sont gérés à cette époque par l'ISG, la population totale de Shagya étant beaucoup plus importante. En 2012, l'Association française du cheval arabe shagya (AFCAS) évalue le cheptel mondial à environ 5 000 têtes, pour la plupart dans les pays d'Europe centrale et orientale. Le guide Delachaux cite environ 4 000 Shagyas répartis à travers le monde en 2016.
En plus des pays précédemment cités, le Shagya est élevé en Roumanie, en Pologne, dans des pays d'ex-Yougolslavie, et en Russie. L'implication du Danemark dans cet élevage n'a longtemps reposé que sur une seule personne, Ulla Nyegaard, et un seul élevage, l'influent haras Barthahus. Le haras de Kabiuk, en Bulgarie, adhère à l'ISG en 2007 ; il élève huit lignées de Shagya.

### En Hongrie

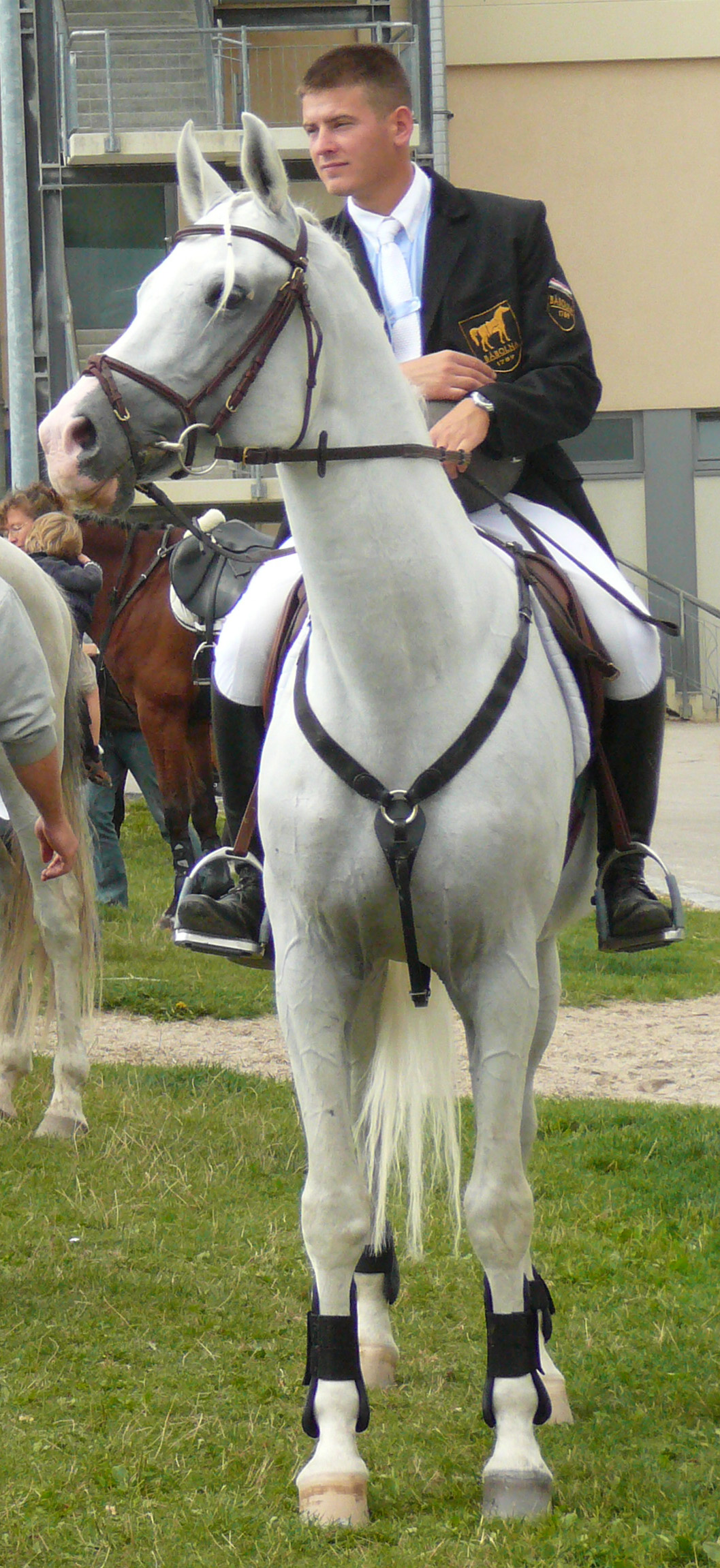
Étalon Shagya gris monté par un cavalier du haras de Bábolna.

Considéré comme une race hongroise indigène, le Shagya reste assez populaire dans son pays d'origine. D'après le journaliste équestre autrichien Martin Haller, à Bálbona, la sauvegarde de la race doit beaucoup au maître d'écurie et colonel Tibor Pettkö-Szandtner, et à celui qui lui a succédé dans ce rôle, Detlev v. Arentschildt. Pettkö-Szandtner a perfectionné la technique d'attelage traditionnel en arbalète avec cinq chevaux. Ces attelages traditionnels ont toujours rencontré du succès auprès du public, notamment dans les années 1960 et 1970.
Les chevaux arabes de Bálbona sont reconnus comme lignée spécifique au niveau de l'État hongrois depuis 1980. Des représentants de l'ISG sont invités lors du bicentenaire du haras, en 1989. Une collaboration avec l'ISG démarre officiellement l'année suivante. Jusqu'alors, les chevaux n'étaient pas élevés sous le nom de « Shagya », mais sous celui d'« Arabe », les effectifs étant devenus très faibles. Bábolna adhère à l'ISG après la chute du communisme, en 1990. Des échanges de reproducteurs avec les éleveurs d'Europe occidentale débutent dans la foulée.
En 2002, 352 juments de race Shagya sont répertoriées dans le registre généalogique hongrois, dont 73 qui appartiennent à Bábolna, et les 279 autres à des éleveurs privés. Au haras de Bábolna, ces chevaux sont élevés la plupart du temps en liberté. En 2021, 1 015 Shagya au total sont répertoriés en Hongrie.

### En Autriche
Le Shagya dispose de données généalogiques depuis 1842 en Autriche. Il n'y existe plus d'élevage de Shagya dans des haras nationaux, ce dernier est entièrement aux mains de particuliers. En 2007, la race était placée sur la liste rouge des races animales menacées dans ce pays.
Le Shagya est localement élevé pour les sports équestres, en particulier l'endurance, et ce dans la totalité du pays. Il a aussi un rôle culturel de représentations en spectacles traditionnels.
En 2021, l'Autriche compte 138 Shagya inscrits au stud-book, pour moins de 1 000 sujets au total. Le Shagya est géré par l′Österreichischer Araber-Zuchtverband.

### En Slovaquie
L'élevage slovaque du Shagya s'inscrit dans la continuité de l'élevage historique hongrois, avec un début de présence en 1922. Le haras d'État de Topoľčianky reste le principal lieu de naissance du Shagya dans ce pays ; il s'agit, de plus, du seul haras d'élevage de Shagya en Slovaquie. Son statut de haras national, acquis en 1993, lui vaut d'être l'un des principaux élevages de Shagya subsistants à l'époque moderne. C'est d'ailleurs Národný žrebčín Topoľčianky š.p. qui surveille localement la race. Cet élevage est concentré dans son antenne de Rybník. Topoľčianky est notamment la source des reproducteurs Shagya utilisés en Tchéquie. Le Shagya est aussi élevé à Vel'ký Ari et Liptovský Ondrej.
La Slovaquie compte entre 500 et 750 Shagya en 2022.

### En Roumanie

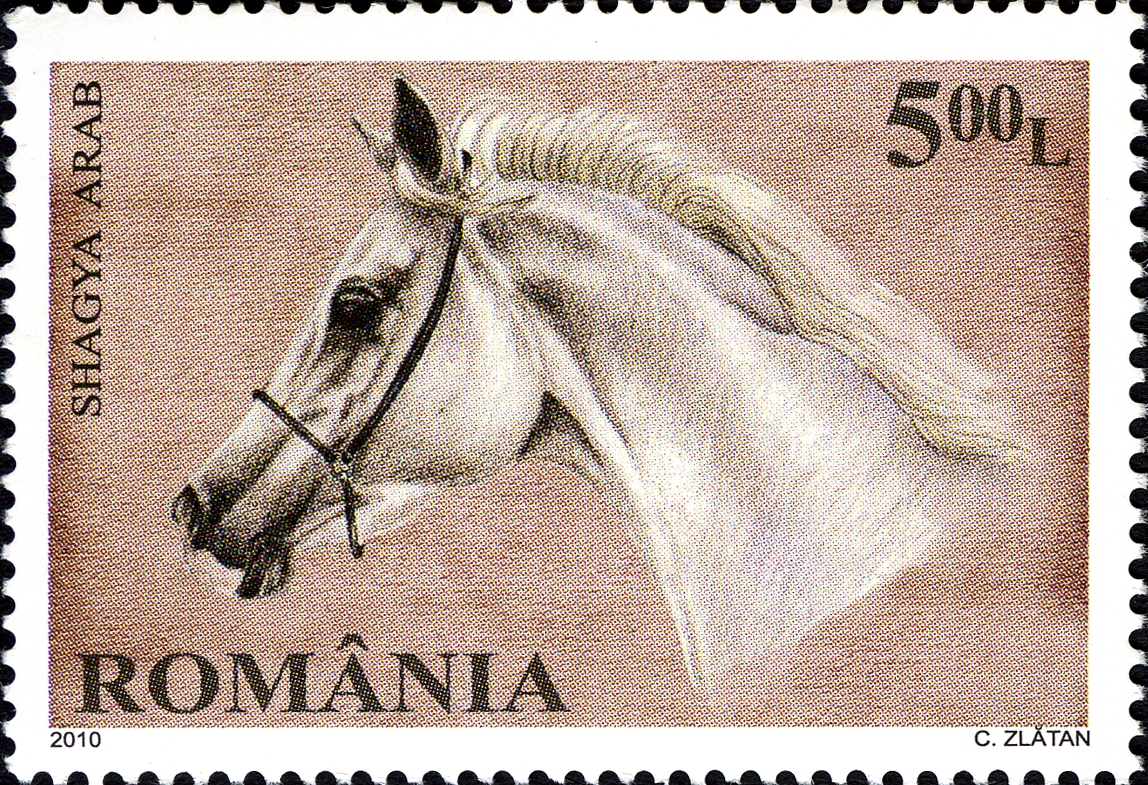
Timbre roumain de 2010 représentant un Shagya.

L'adhésion de la Roumanie à l'ISG a entraîné celle du haras national de Radautz. Depuis 1998, ce haras s'est spécialisé dans l'élevage du Shagya. Il dispose d'animaux de huit lignées : Dahoman, El Sbaa, Gazal, Hadban, Koheilan, Mersuch, Shagya, et Siglavy Bagdady.
En 2003, la Roumanie compte une centaine de Shagya.

### En Allemagne

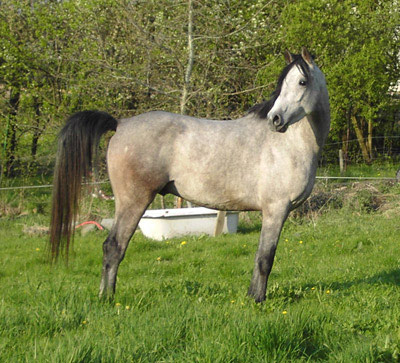
KS Kronjuwel, Shagya gris né en 2001 en Allemagne, ici à l'âge de 5 ans.

Historiquement, la grande majorité des importations de Shagya après 1945 ont été effectuées en Allemagne. L'un des pionniers est le Dr en médecine vétérinaire Fritz Gramatzki, qui a créé au haras Schmidt l'un des plus grands haras d'Arabe Shagya en Europe, sur la base de chevaux récupérés à Bálbona. Ce haras a fait naître Amor ShA, qui reste l'un des étalons les plus influents de la race à l'époque moderne.
Pour leurs acquéreurs et éleveurs, la problématique du registre généalogique s'est rapidement posée, leurs animaux risquant d'être inscrits comme « Arabe », et non comme « Shagya ». C'est cette problématique qui est à l'origine du rôle pionnier de l'Allemagne dans la création de l'ISG, les chevaux enregistrés comme « Arabe » jusqu'en 1978 ayant ensuite été enregistrés comme des Shagya.
Le cheptel qualifié d'« Arabe » en République démocratique allemande est majoritairement d'origine Shagya, notamment la lignée de la jument Daheim, issue de Radautz et arrivée en RDA avec des réfugiés de Bucovine ; cette population a été réintégrée à la race Shagya en 1992.
L'Allemagne élève donc beaucoup cette race. La journaliste Lise Mayrand cite environ un millier de Shagya en 2012 ; cependant les données de la base DAD-IS indiquent 509 sujets inscrits au stud-book en Allemagne en 2021.

### En Suisse
L'arrivée du Shagya en Suisse remonte aux années 1930 et 1940, l'élevage démarrant peu après, grâce à la bonne réputation du croisement de l'Arabe avec les races locales. En 1943, le haras national suisse importe deux étalons de Bálbona, un de lignée Koheilan et un autre de lignée Shagya. Il réitère cet achat en 1965, avec les étalons 4760 Youssef VI-1 et 5156 Shagya XXXVI-6, primé au Salon de l'agriculture de 1964 à Budapest. Après une faible utilisation en croisement sur le Cheval de sport suisse et le Franches-Montagnes, ces deux étalons sont vendus à des éleveurs privés.
Une association d'éleveurs de chevaux arabes en Suisse est fondée en 1973, après que plusieurs éleveurs et propriétaires se soient rendu compte de la valeur de tels chevaux.
Le cirque Knie possède durant les années 1980 un groupe de Shagya qu'il présente en spectacle ; après sa mise à la retraite en Suisse à l'âge de 22 ans, l'étalon Badan, seul fils de l'étalon O'Bajan XIII, devient reproducteur à Bábolna grâce à une intervention de l'ISG, permettant d'empêcher l'extinction de la lignée d'O'Bajan.

### En Tchéquie
Les débuts de l'élevage du Shagya en Tchéquie remontent aux années 1980, sur la base d'une importation de juments poulinières du haras de Topolčianky. Cet élevage se développe ensuite régulièrement, le stud-book étant établi en 1994. L'élevage local est représenté par Svaz chovatelů Shagya-araba v ČR, l'association des éleveurs de Shagya-arabe en République tchèque,. En Bohême, 39 étalons issus de onze lignées sont représentés : Shagya, Koheilan, Siglavy Baghdady, O'Bajan, Jussuf, Dahoman, Saklavi I, Gamil El Kebir et Gazlan-Gazal. Le Shagya est élevé dans toute la Tchéquie.
D'après la thèse de la docteure en agronomie Eva Tunklová soutenue en 2008, la Tchéquie compte 440 Shagya, dont 220 de pur-sang, ce qui correspond à environ 10 % de la population mondiale de Shagya à l'époque. En 2016, la docteure en agronomie Eva Sobotková cite dans sa thèse environ 30 étalons reproducteurs et 270 juments reproductrices en Tchéquie, pour un total d'environ 800 individus. En 2022, la population totale est estimée se situer entre 900 et 1 000 chevaux.

### Aux États-Unis
Le Shagya arrive pour la première fois aux États-Unis en 1947, après la fin de la Seconde Guerre mondiale, avec le butin de guerre du général Patton, un groupe de chevaux sauvés d'une capture soviétique. Ce butin comprend l'étalon Pilot, né en 1939 en Pologne, et la jument 52 Gazall II, née à Bálbona en 1937.
Jusqu'à la création de la North American Shagya-Arabian Society (NASS), cette race reste rarissime et méconnue. La NASS est créée en 1985, et travaille en partenariat avec l'ISG. Elle organise des inspections annuelles de chevaux.
L'élevage du Shagya de pure race débute officiellement aux États-Unis en 1986, avec l'étalon fondateur Bravo, un fils de Pilot et de 52 Gazall II, alors âgé de 24 ans. Bravo a donné trois fils, dont l'un est exporté vers le Venezuela, ainsi que onze filles. En 2005, d'après la NASS, l'Amérique du Nord compte 213 Shagya de pure race et 187 croisés Shagya. Chaque année voit l'enregistrement de 15 à 20 naissances de poulains.
D'après Bonnie Lou Hendricks (1995 et 2007), le Shagya devient de plus en plus populaire aux États-Unis, bien que ses effectifs restent faibles.

### En France

Logo de l'AFCAS, Association française du cheval arabe shagya.

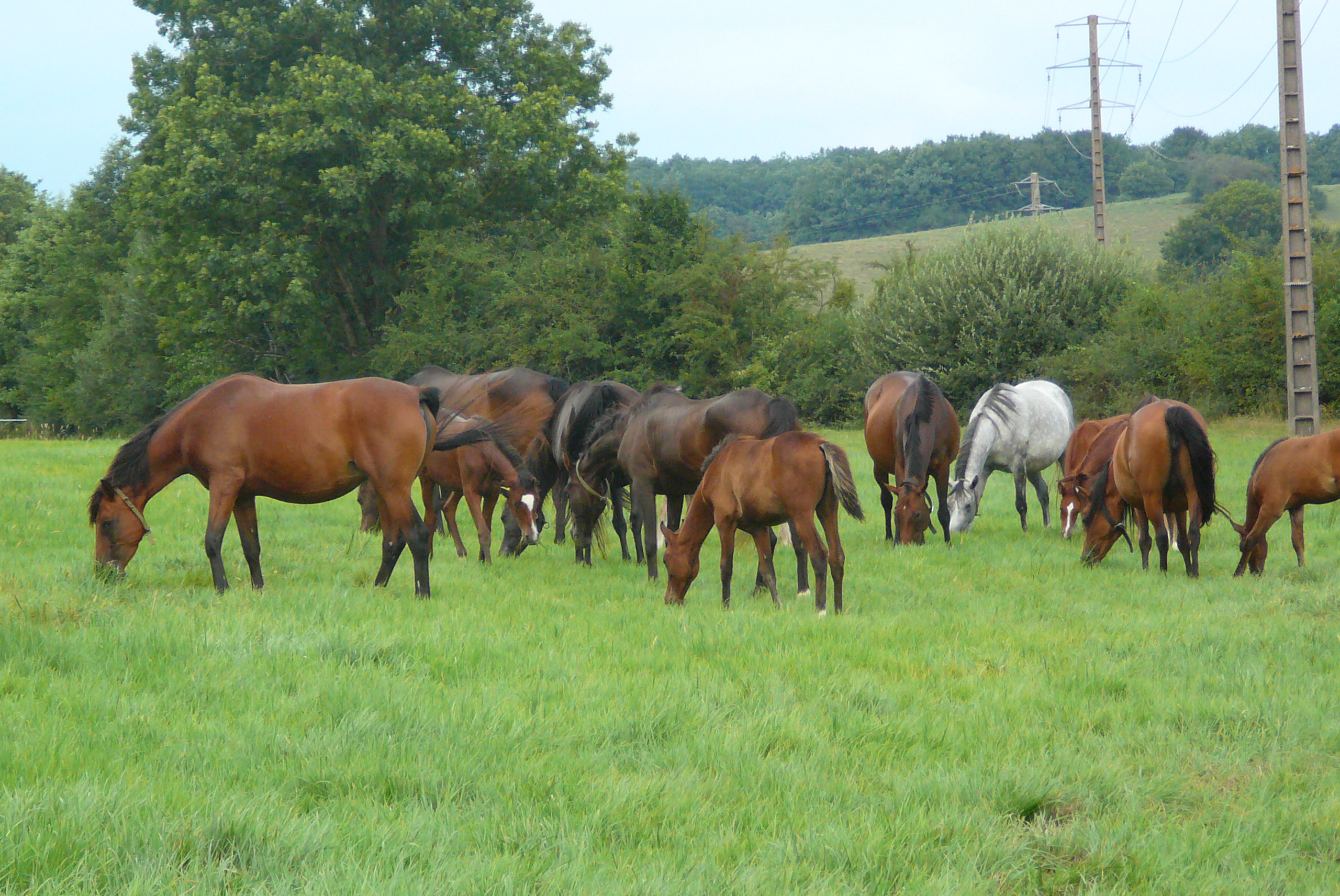
Juments et poulains dans un élevage de Shagya en France.

L'AFCAS est fondée en 1987. Elle obtient la reconnaissance du Shagya en tant que « race étrangère de chevaux de selle » dès 1989,,. Cette même année, un premier reproducteur de race Shagya, Shogun, est importé en France depuis la Suisse par le haras de la Crouzière. Shogun a de nombreux descendants qui s'illustrent en endurance, discipline qui est en grande partie à l'origine du succès du Shagya en France.
En 1999, la France compte seulement cinq élevages de Shagya et trois étalons reproducteurs. Les nouvelles naissance de Shagya ont augmenté à partir de 2007, avec 28 naissances en 2006 contre 72 en 2011, puis elles chutent fortement après 2013, à cause de la popularité du croisement pour le demi-sang arabe d'endurance. La France compte environ 600 sujets de cette race en 2011, pour 834 en 2018. 24 poulains Shagya sont nés en France en 2017.
En 2023, le siège de l'AFCAS se trouve à Châtillon-sur-Chalaronne.

### En Afrique du Sud
Il existe un petit nombre de Shagya en Afrique du Sud inscrits au registre généalogique de la race, à la suite d'une importation réalisée en 1968 afin de créer un noyau d'élevage. Ces chevaux descendent de Shagya XXV-12, exporté de façon erronée en tant que Pur-sang arabe.

## Dans la culture

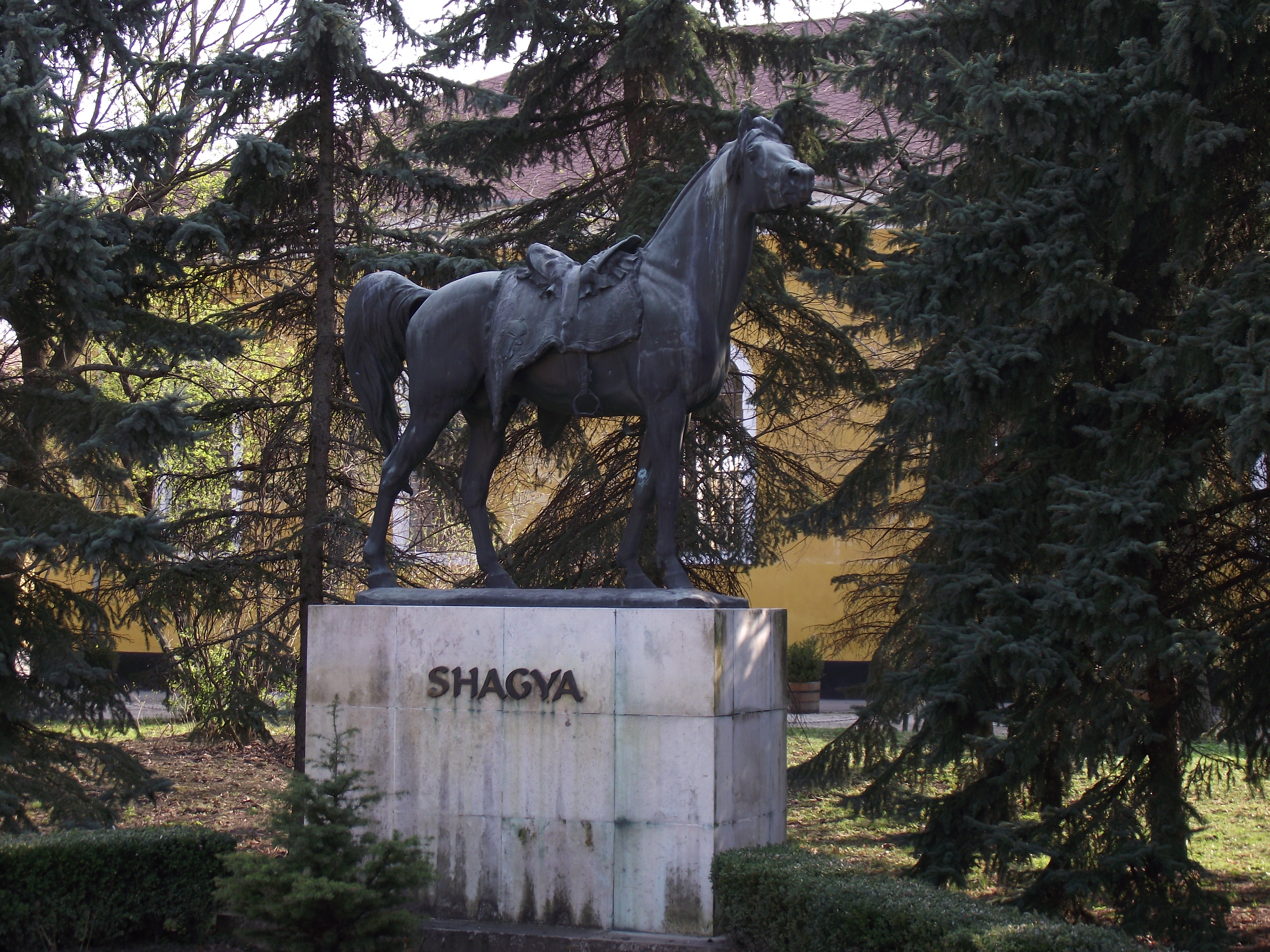
Statue en hommage à la race Shagya, exposée au haras national de Bábolna.

La création d'une revue en langue allemande, Arabische Fascination (« Fascination Arabe »), publiée pendant 4 ans entre 1994 et décembre 1998 en laissant une large place à cette race, a permis de faire connaître le Shagya auprès de lecteurs germanophones. En France, le Shagya reste beaucoup moins connu et moins prestigieux que l'Arabe.
Plusieurs statues de Hongrie lui rendent hommage en tant que monture de guerre, pour son courage dans les batailles. L'une d'elles, un mémorial aux chevaux tués à la guerre, est érigée près de l'église catholique de Bálbona, rendant hommage à la race en tant que « plus loyal camarade »,.
L'étalon O'Bajan a été statufié. Sa stèle funéraire commémorative figure encore dans la cour d'honneur du haras de Bábolna,.